# Список существ и инопланетян «Доктора Кто»

В этом списке перечисляются существа и инопланетяне из британского, самого продолжительного научно-фантастического телесериала «Доктор Кто» и его спин-оффов.
| # А Б В Г Д Е Ё Ж З И К Л М Н О П Р С Т У Ф Х Ц Ч Ш Щ Э Ю Я |

## #

### 456
456 — инопланетная раса, которая тайно вошла в контакт с британским правительством в 1965, а позже и в 2009 году. Название «456» им было дано из-за номера частоты, на которой они связались с Британией. Сами же они себя никак не назвали, обосновывая тем, что им нравится «456».

## А

### Автоны

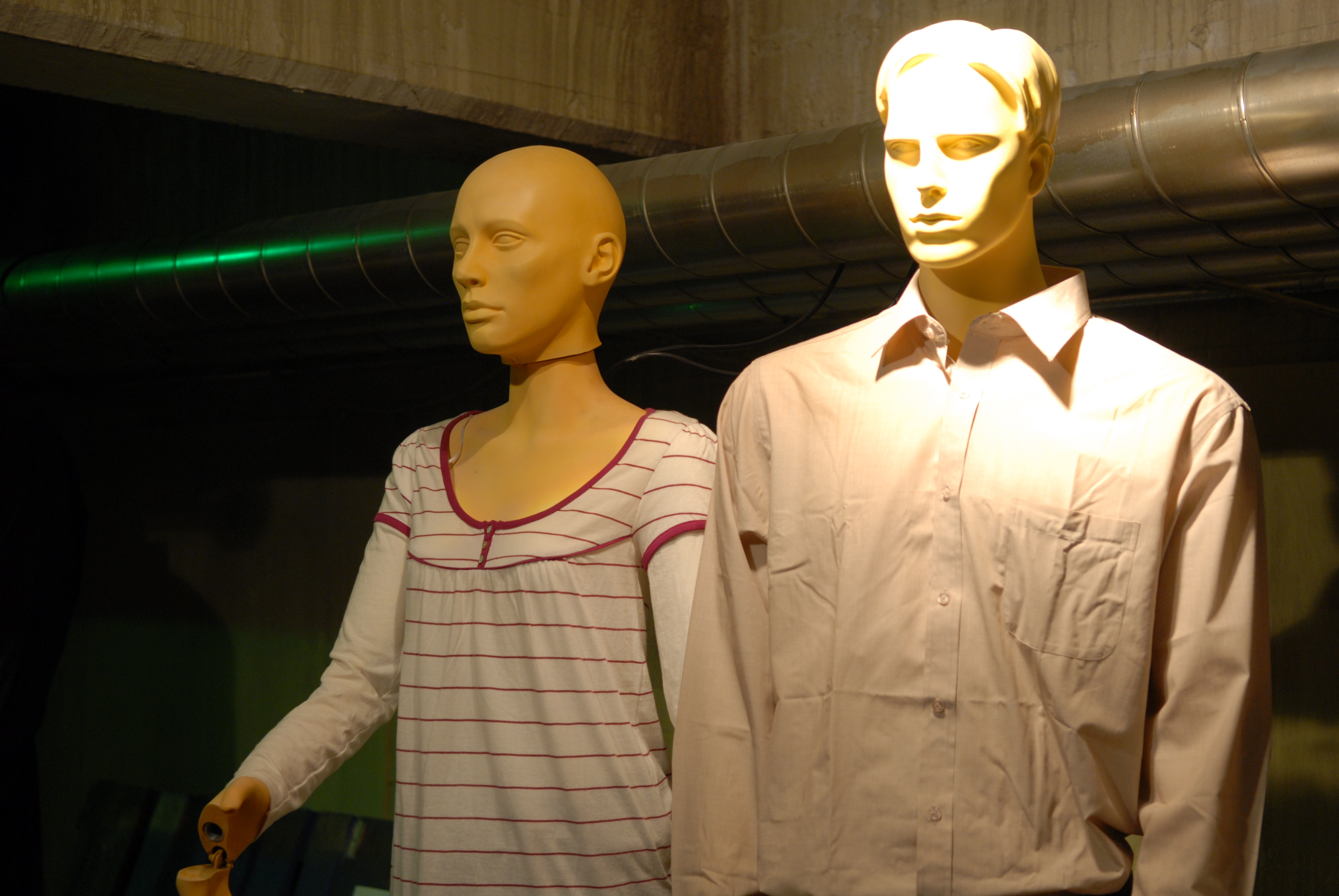
Автоны на выставке Doctor Who Experience.

Существа из живого пластика, управляемые Сознанием Нестин. Появлялись в историях «Остриё из космоса» (1970), «Террор автонов» (1971), «Роза» (2005) и «Пандорика открывается» / «Большой взрыв» (2010).

### Адипоуз
Инопланетные существа, состоящие из жира, впервые показаны в эпизоде «Соучастники», в котором мисс Фостер выращивает новых адипоуз на Земле, и в конце серии адипоуз улетают на космическом корабле. В эпизодах «Украденная Земля» и «Конец путешествия» выясняется, что Адипоуз-3 — одна из 27 планет, похищенных и спрятанных в Каскаде Медузы новой Империей Далеков. После поражения далеков Адипоуз-3 и остальные планеты были возвращены на свои места. В эпизоде «Конец времени: Часть вторая» адипоуз ненадолго появляется в баре наряду с другими инопланетянами.

### Аксос
Аксос — единое существо, состоящее из аксонов и аксонита. Аксоны имеют золотистую кожу. Обладает огромным психическим воздействием. Прибыли на Землю в 1970-х, якобы за топливом для корабля, когда на самом деле с помощью Мастера они хотели заполучить всю энергию Земли, а позже — узнать секреты Повелителей Времени и научиться путешествовать во времени.

### Андрогамы
Андрогамы — примитивные гуманоиды-варвары, которых используют для чёрной работы в Третьей Зоне, показаны в серии «Два Доктора».
Андрогамы выглядят как люди, только у них большие оранжевые брови и серые бородавки вокруг лица. Андрогам с лёгкостью может одолеть человека. У них огромный аппетит и они могут потреблять огромное количество пищи правда с небольшим дискомфортом.
Основная черта андрогамов — любовь к еде и её поглощение, так как они обладали огромным аппетитом. Законом андрогамов было то, что удовлетворение удовольствия — это единственный мотив их действий. Андрогамы едят практически все, в том числе вредителей и разумных видов (даже их собственных).
Андрогамы разделены на кланы которые называются Григи. Григи имели большое значение для андрогамов, которые чувствуют важность кровных уз.
На космической станции «Химера» андрогамы часто используются в качестве рабочих или участников экспериментов. Многие андрогамы были использованы в временных экспериментах Картза и Реймера. Хотя они были успешными, учёные не нашли никакого способа вернуть их, так что многие андрогамы потеряны во времени. Учёный Дастари улучшил интеллект андрогама Чессини. Множество андрогамов были убиты на «Химере» во время атаки сонтаранцев.
Название «Androgum» (Андрогам) является анаграммой «Gourmand» (Гурман).

### Арголины
Обитатели Арголиса. У них зеленоватая кожа. Их головы покрыты завитыми волосами. В 2250 году арголины, возглавляемые Тероном, проиграли 20-минутную ядерную войну с фоамази. В результате этой войны арголины стали бесплодными.
Арголины, пережившие войну, сделали Арголис «первой из свободных планет». Они создали «Свободный рой», посвящённый отдыху и взаимопониманию с представителями разных культур; они планировали жить в Рое три века. Арголины продолжали бороться в финансовом отношении и в 2290 столкнулись с вероятным банкротством. Криминальная группировка фоамази под названием Западный лоудж попыталась купить целую планету и использовать её как криминальную базу.
С тех пор как арголины стали бесплодными, они попытались восстановить численность своей расы используя клонирование и тахионику, но только один клон — Пангол — дожил до совершеннолетия. Пангол был умственно неуравновешенным. Он пытался создать армию своих тахионных копий, но потерпел неудачу и в конечном счёте возвратился в детский возраст из-за технологии, которая его создала.

### Атракси
Галактические полицейские и тюремщики, выглядят как глазные яблоки 3-4 метров в диаметре, окруженные сплетением из голубых кристаллов. Могут передвигаться в открытом космосе. Показаны в серии «Одиннадцатый час».

## Б

### Безголовые монахи
Играют важную роль в событиях серии «Хороший человек идёт на войну», где сотрудничают с мадам Ковариан и Тишиной. Монахи считают, что вера находится в сердце, а сомнения в голове. Известно, что безголовые монахи вербуют в свои ряды обычных людей, а безголовыми они становятся при принятии обета. Однако, отделённые от тела головы не мертвы, а обладают жизненной силой, даже когда остаётся один череп. Безголовые монахи очень опасны в бою, поскольку способны генерировать характерные красные энергетические сгустки сферической формы, и метать их в противника. А также в бою используют простые мечи, на которые также способны переносить электрические разряды.

### Будущники
Примитивная гуманоидная раса с острыми зубами и примитивными языковыми навыками, показана в серии «Утопия». Будущники агрессивны по отношению к людям и охотятся на них.

## В

### Вайпироксы
Раса насекомоподобных инопланетян, встречающаяся в анимационном эпизоде «Страна грёз».

### Варга
Живые растения, живущие на родной планете далеков, Скаро, и передвигающиеся с помощью своих корней, использовались далеками в качестве часовых базы. Это растение похоже на кактус, покрыто мехом и шипами. Яд поражает мозг. Рациональное мышление замедляется, подавляется желанием убивать. После попадания яда в организм, носитель превращается в варга. Растёт плантациями. Известно так же что Варга были старейшими растениями на родной планете и большую часть своей истории оставались неподвижны, большая война и как следствие облучение, применение химического оружия привели к мутациям, дав способность самостоятельно передвигаться, сделав тем самым ещё опаснее.

### Вашта Нерада
Вашта Нерада («тени, которые плавят плоть») или «воздушные пираньи» — микроскопические роящиеся существа, обитающие обычно в лесах, воспроизводятся с помощью микроскопических спор, которые могут лежать в спящем состоянии в древесной целлюлозе, прекрасные охотники, но не брезгуют и падалью. В больших количествах нападают на людей. Наиболее активны ночью, так как их рой создаёт своего рода тень, которую не видно в тёмное время суток, в дневное время они притворяются тенью различных объектов, поджидая, когда живой организм ступит в них или приблизится достаточно близко, способны поглощать плоть с невероятной скоростью. На свету иногда можно увидеть в виде тёмных частиц пыли. Причина их появления в Библиотеке — изготовление книг для этой библиотеки из леса, в котором они обитали. Индивидуально, Вашта Нерада не являются разумными, но совокупность интеллекта множества особей сопоставима с человеческим разумом и даже превосходит его, так, например, они способны отключать электричество, фактически становясь невидимыми на фоне кромешной темноты. От Доктора становится известно, что практически на всех планетах присутствует Вашта Нерада, но небольшие группы, он также говорит, что именно этим объясняется страх разумных существ перед темнотой.

### Великий Разум
Великий Разум (англ. The Great Intelligence) — разумное существо без собственного физического тела, впервые появившееся в истории «Ужасные снежные люди» (1967). Вернулся в сериал в истории «Паутина страха» (1968) и в третий раз появился в сериале только в рождественском спецвыпуске «Снеговики» (2012). Впоследствии в финале 7-го сезона «Имя Доктора» (2013) попытался на планете Трензалор уничтожить временной поток Доктора и предотвратить собственные поражения против Доктора.
У Великого Разума были разные прислужники. Первыми в историях «Ужасные снежные люди» и «Паутина страха» стали Йети, роботы в виде мифических снежных людей, с помощью которых Разум планировал захватить Землю. Йети также появились в серии «Пять Докторов» (1983). Йети были попыткой заменить далеков, которые в то время были выведены из сериала. В серии «Снеговики» Великий Разум предстал в виде разумного снега и контролировал снеговиков. В серии «Имя Доктора» прислужниками Великого Разума были Шептуны, безликие существа, которые могли остановить сердца противников.

### Вервоиды

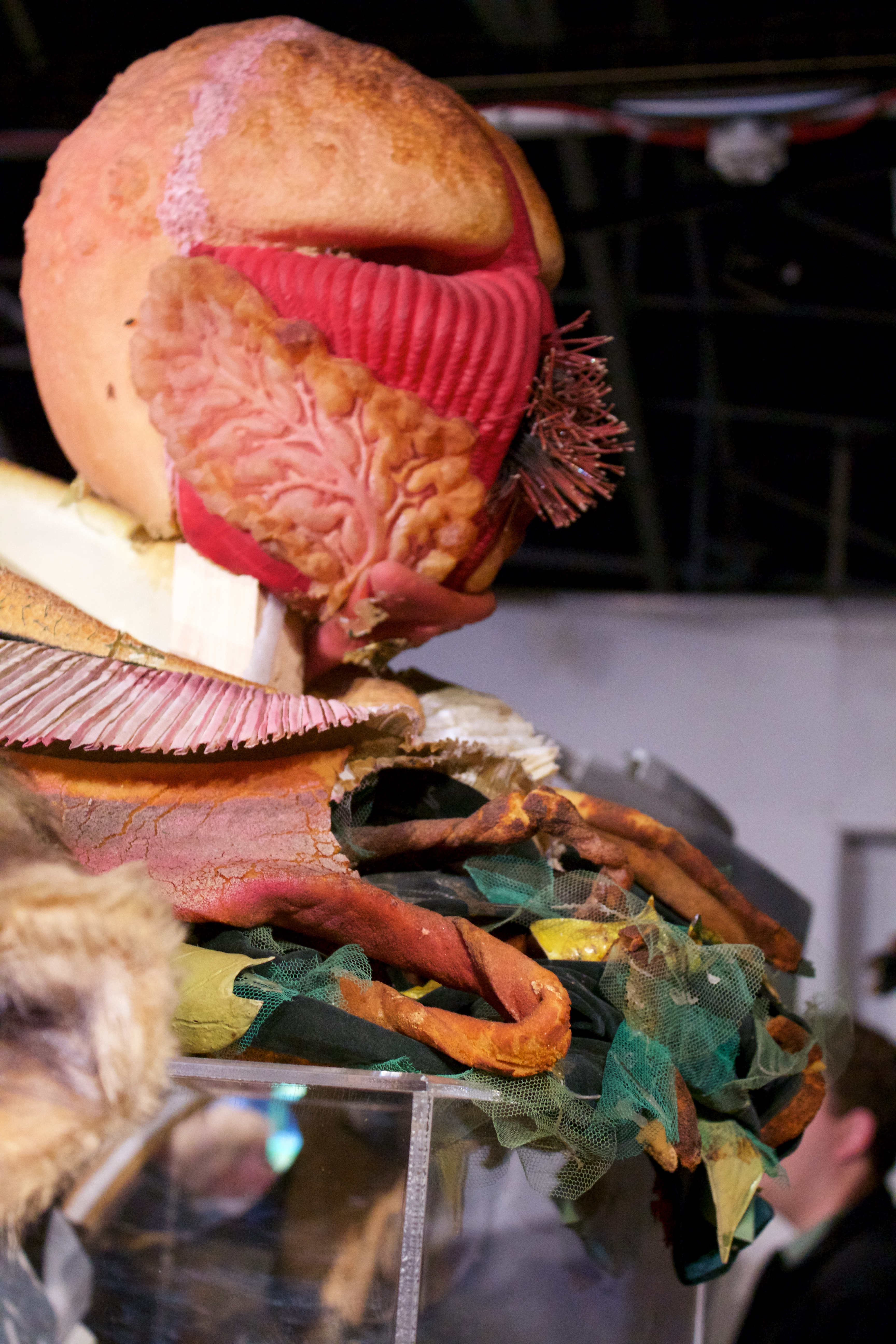
Вервоид.

Искусственно созданные гуманоиды, покрыты листьями, снабжающими их энергией посредством фотосинтеза. Вервоиды имеют размеры и силу как у людей. У них есть ядовитые колючки, способные убить человека. Они созданы для решения задач, которые обычно выполняли роботы. Однако, вместо этого они решили истребить всех «животноподобных».

### Веспиформа
Существо-анаморф, выглядит как гигантская оса. Способно принимать человеческий облик.

### Винвоччи
Раса гуманоидов, телосложением похожих на людей. Зелёная кожа покрыта колючками (кактусы). Появились в серии «Конец времени», где пытались вернуть назад своё медицинское устройство («Врата бессмертия»). Могут принимать облик людей, используя технологию «шиммер». Похожи на Зоччи (Путешествие проклятых), но в отличие от них не низкие и не красные.

## Г

### Гамблджек
Инопланетная рыба красно-оранжевого цвета, упомянутая в серии «Два Доктора». Доктор ловил это существо несколько раз.

### Гангеры
Гангеры — клоны людей, сделанные из полностью контролируемого вещества под названием Плоть. Плоть копирует абсолютно всё о человеке: начиная от его одежды и заканчивая его воспоминаниями. Если при несчастном случае гангер умирал, человек создавал себе нового. Использовались для добычи опасной кислоты на фабрике XXII века, которая находилась на необитаемом острове. После солнечной бури, они осознали себя как сущность и восстали против людей на острове. Появляются в сериях «Мятежная плоть» и «Почти люди».

### Гастроподы
Раса огромных слизней, показаны в серии «Дилемма близнецов».

### Гельты
Газообразная форма жизни, показана в серии «Беспокойный мертвец»
Их тела были потеряны в результате войны Времени. Они вторглись на Землю через разлом пространства и времени в доме владельца похоронного бюро в Кардиффе 1869 года. Они вселились в тела умерших и газопровод.
Утверждая, что они на грани вымирания, гельты убедили Доктора помочь им оказаться на Земле через Гвинет, горничную владельца похоронного бюро, у которой есть экстрасенсорные способности из-за того, что она жила около разлома. Гельты на самом деле намеревались захватить Землю силой и вселиться в её мёртвых людей. Планы гельтов были сорваны, когда Гвинет пожертвовав собой, взорвала здание и запечатала разлом. Однако неясно, погибли ли гельты, уже пришедшие через разлом.

### Горда
Плотоядные животные, которые обитают на родной планете Лилы.

### Граски
Низкорослая раса с планеты Гриффот. Они способны перемещаться во времени и пространстве, похищать людей и заменять их собой. Замаскированный граск может быть опознан по периодическому зелёному сиянию в глазах.
Граски появились в интерактивном эпизоде «Атака Граска» и спецвыпуске «Музыка сфер».
Граск Кризлок показан в сериях «Что случилось с Сарой Джейн?» и «Искушение Сары Джейн Смит» сериала «Приключения Сары Джейн». Он стал слугой Трикстера, после того как он спас ему жизнь, но позже он стал свободным. Также в серии «Смерть Доктора» («Приключения Сары Джейн») появляются гроски (выглядят как граски, только синие), один из них говорит что они отличаются от грасков и не любят их.

## Д

### Далеки
Далеки — вымышленная внеземная раса мутантов из британского научно-фантастического телесериала «Доктор Кто».

Различные дизайны далеков
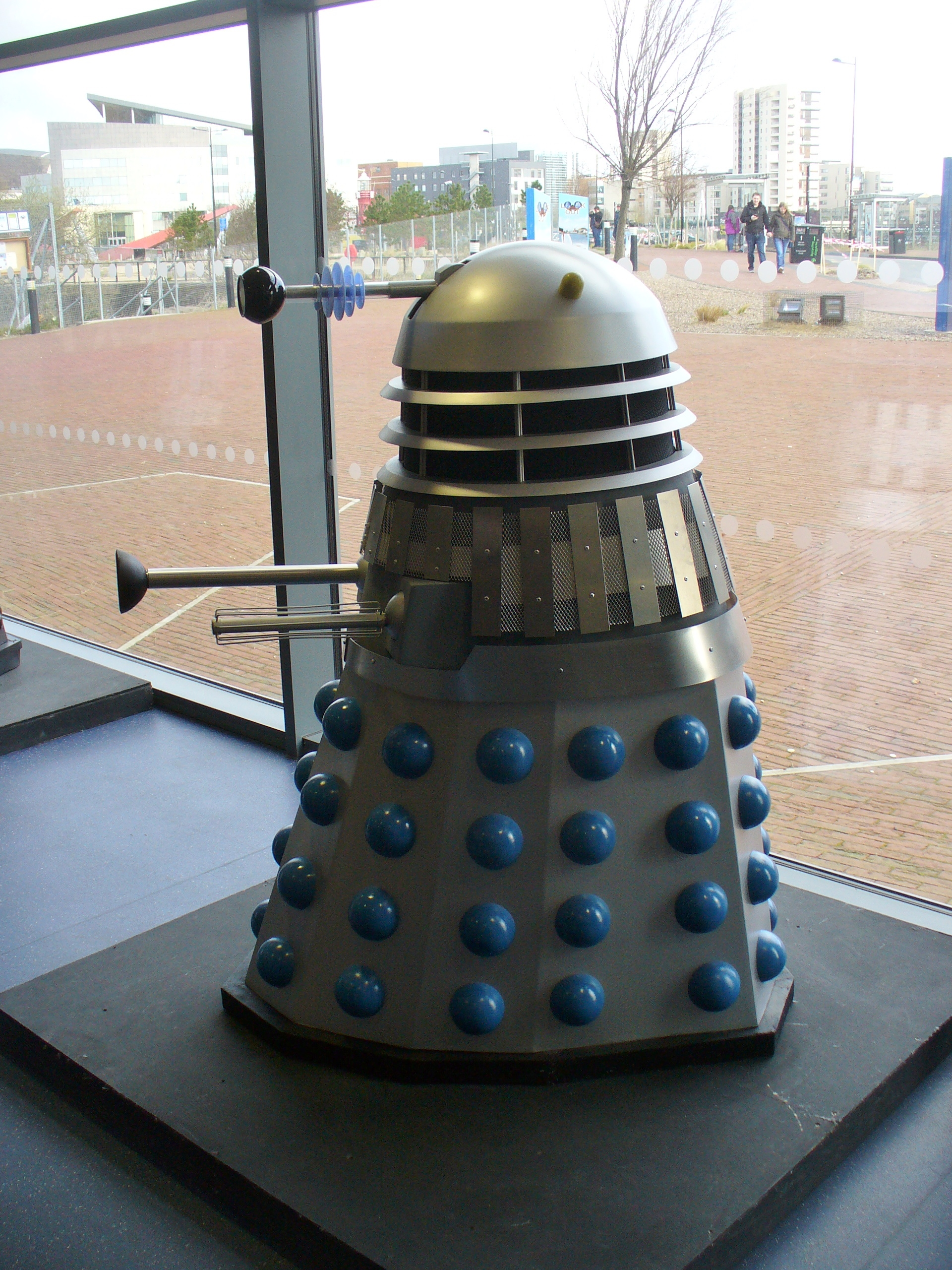
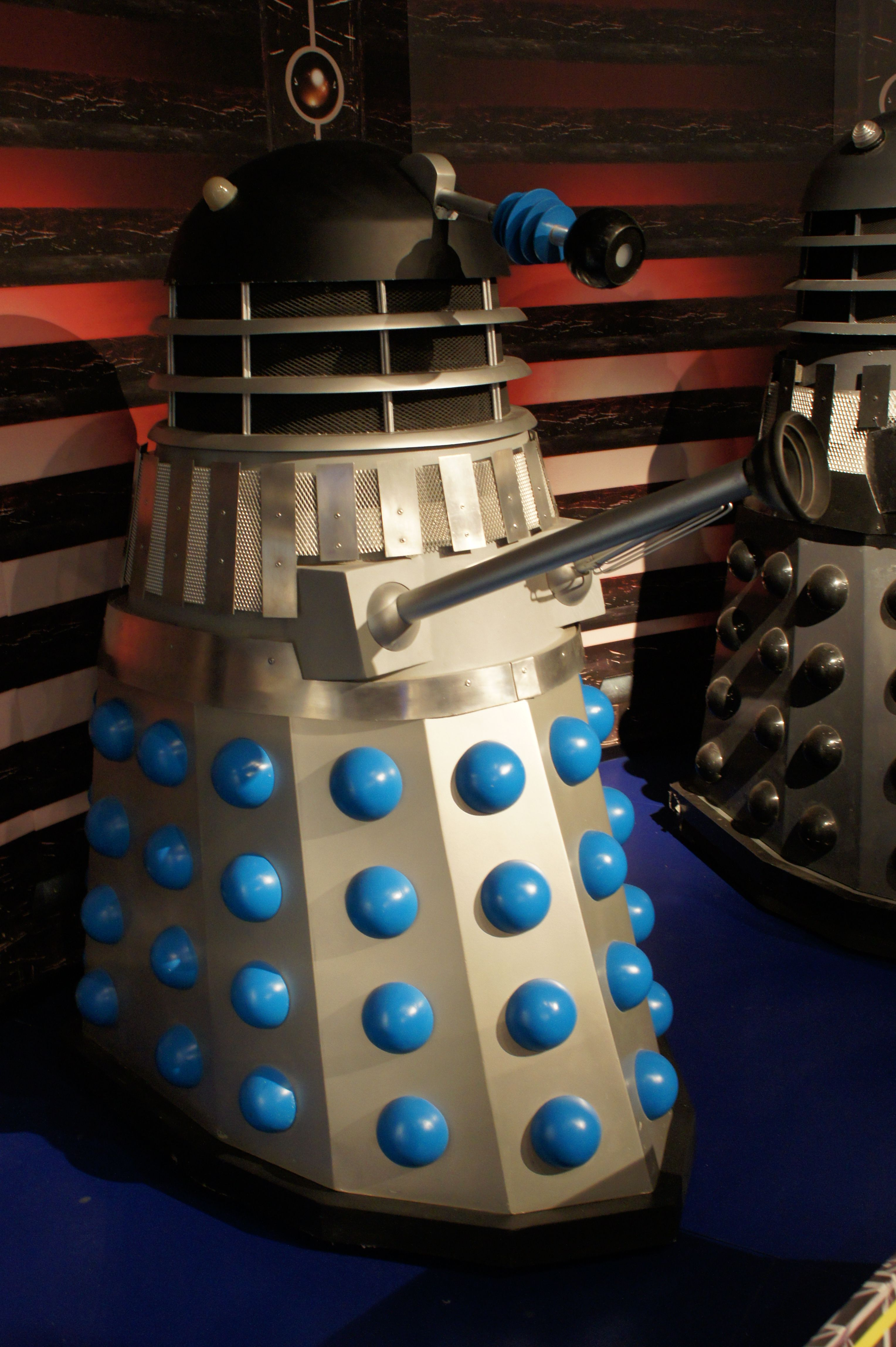
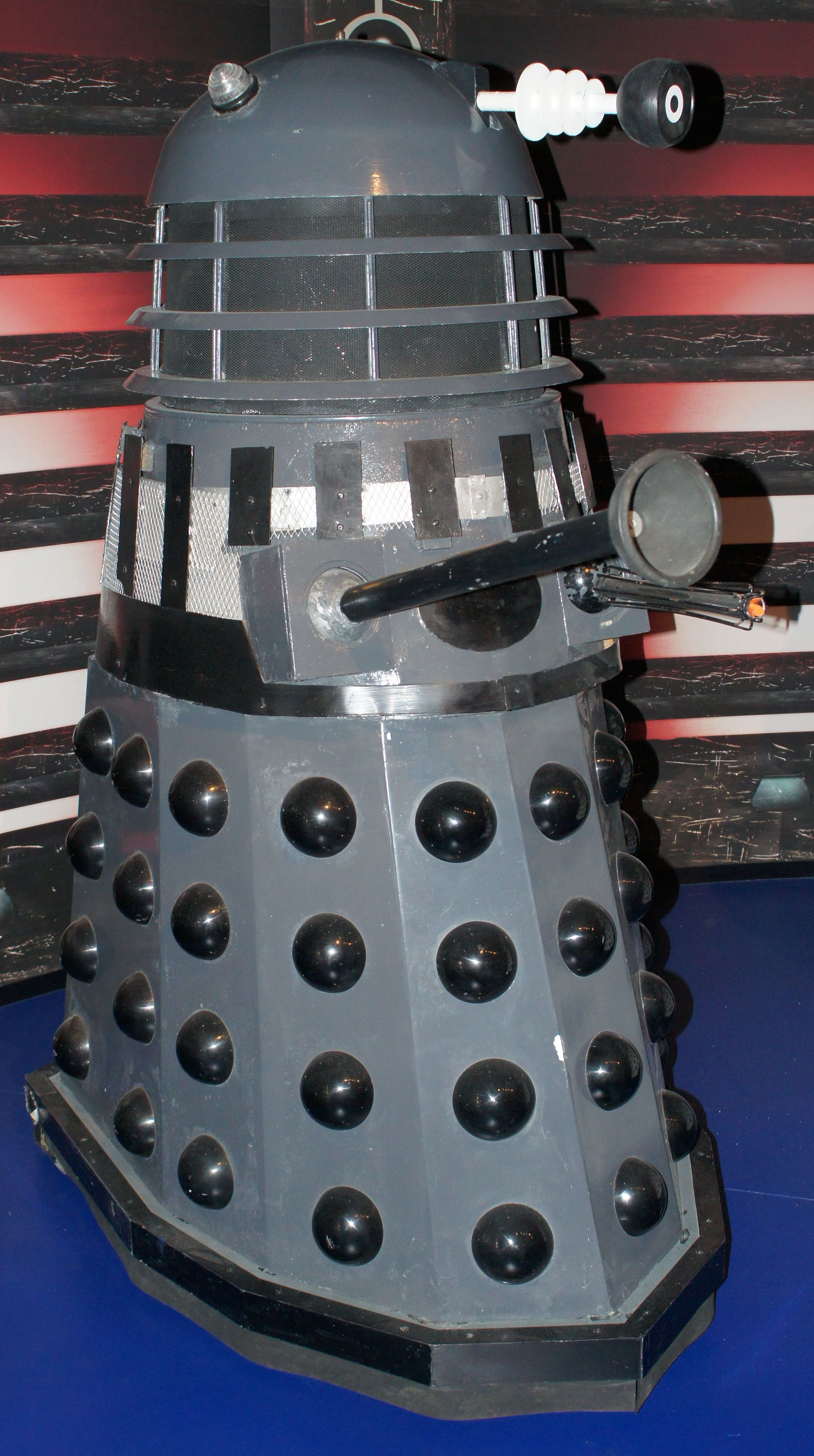
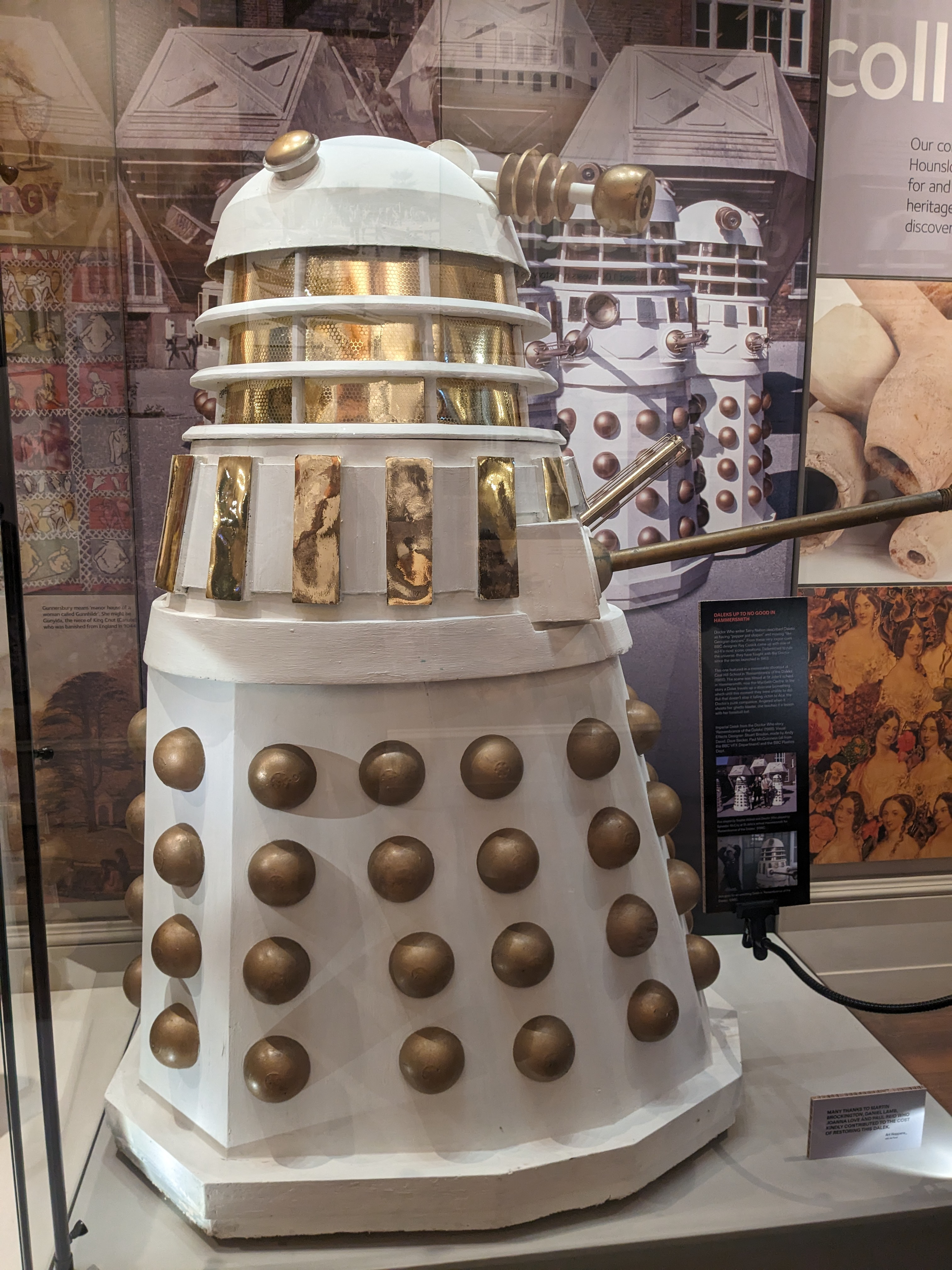
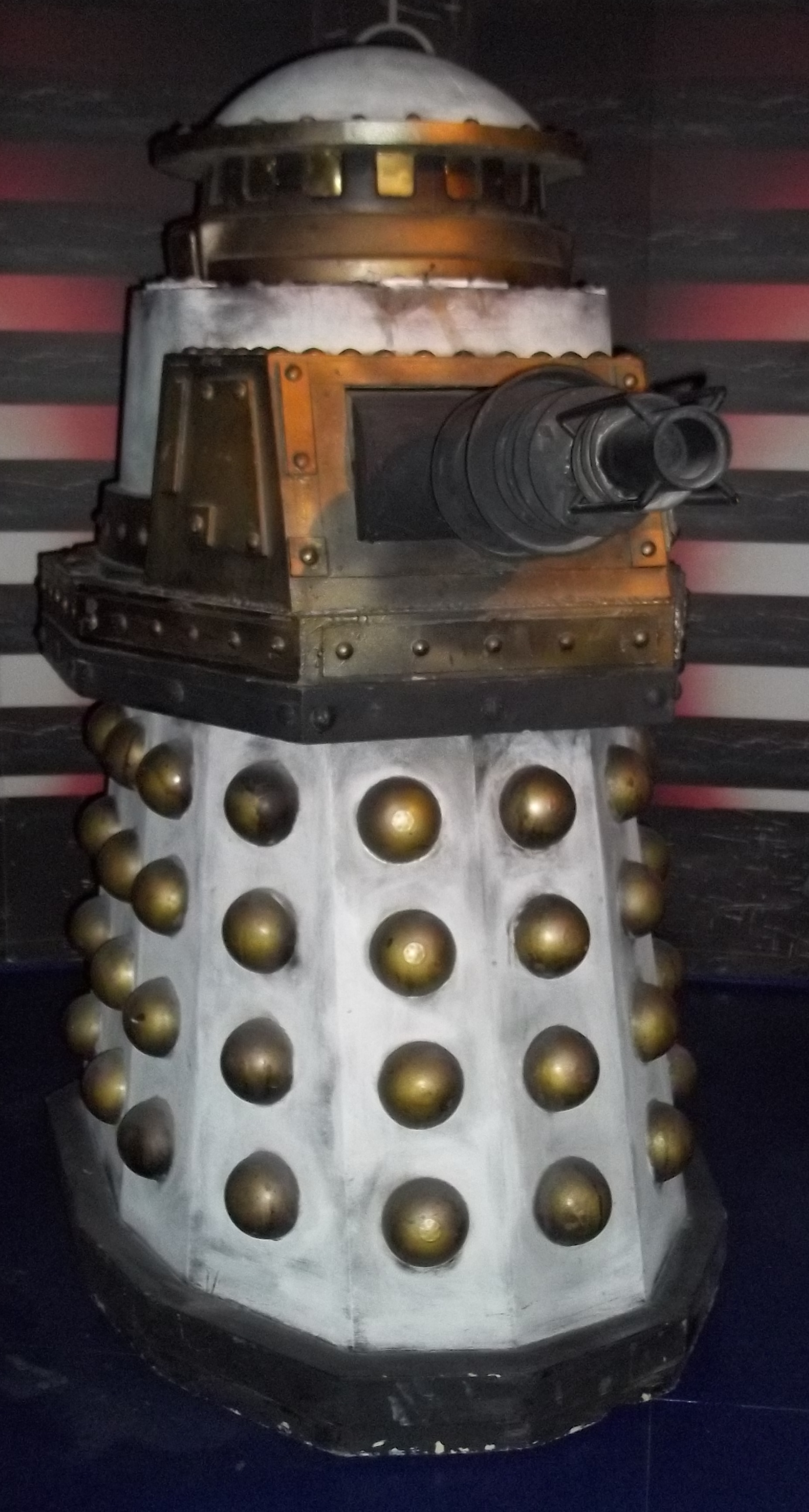
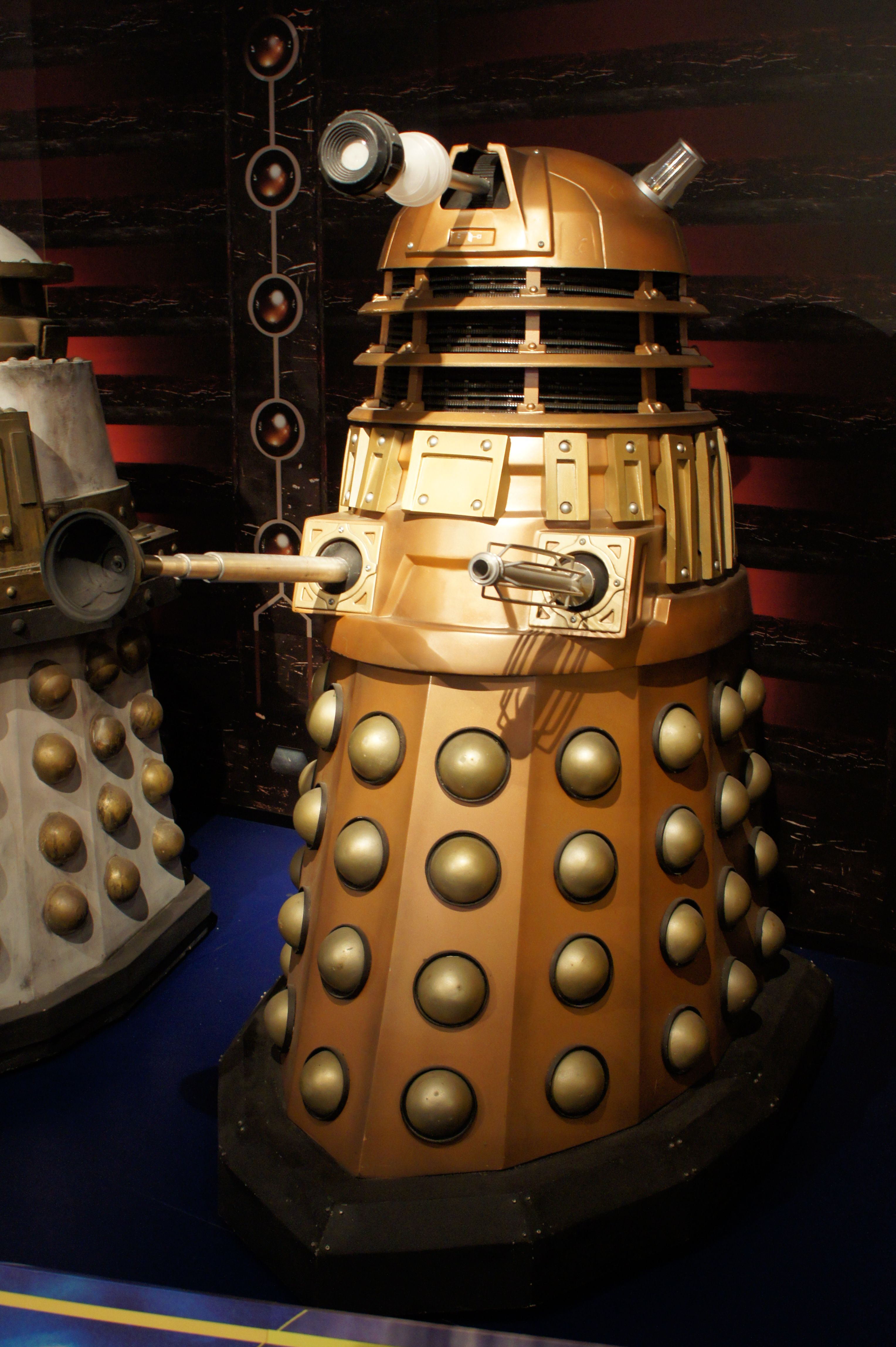
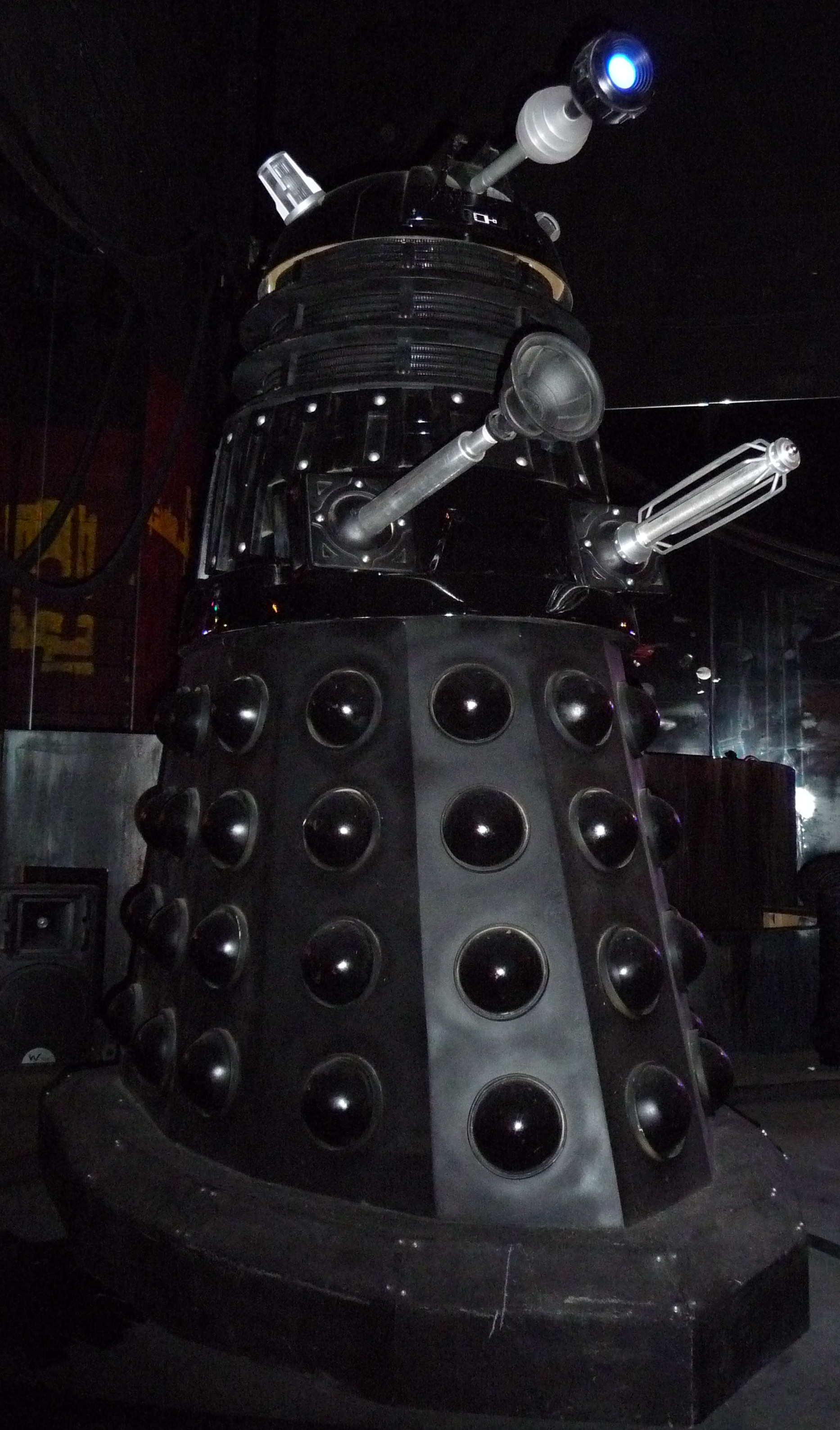
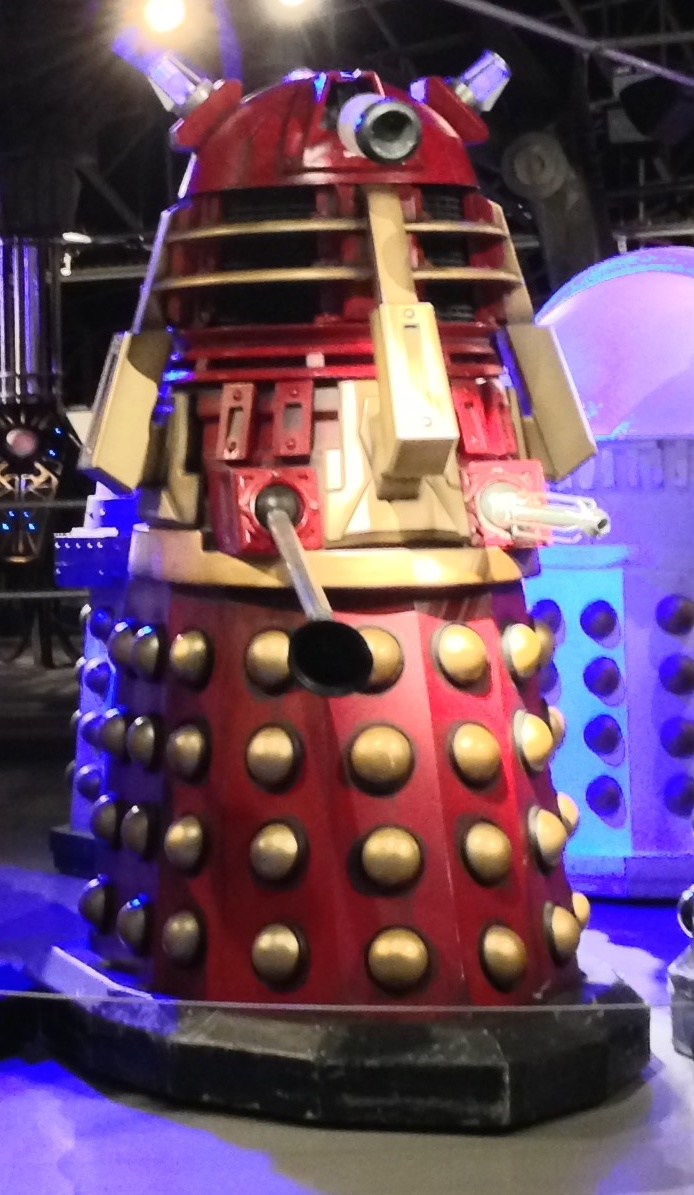
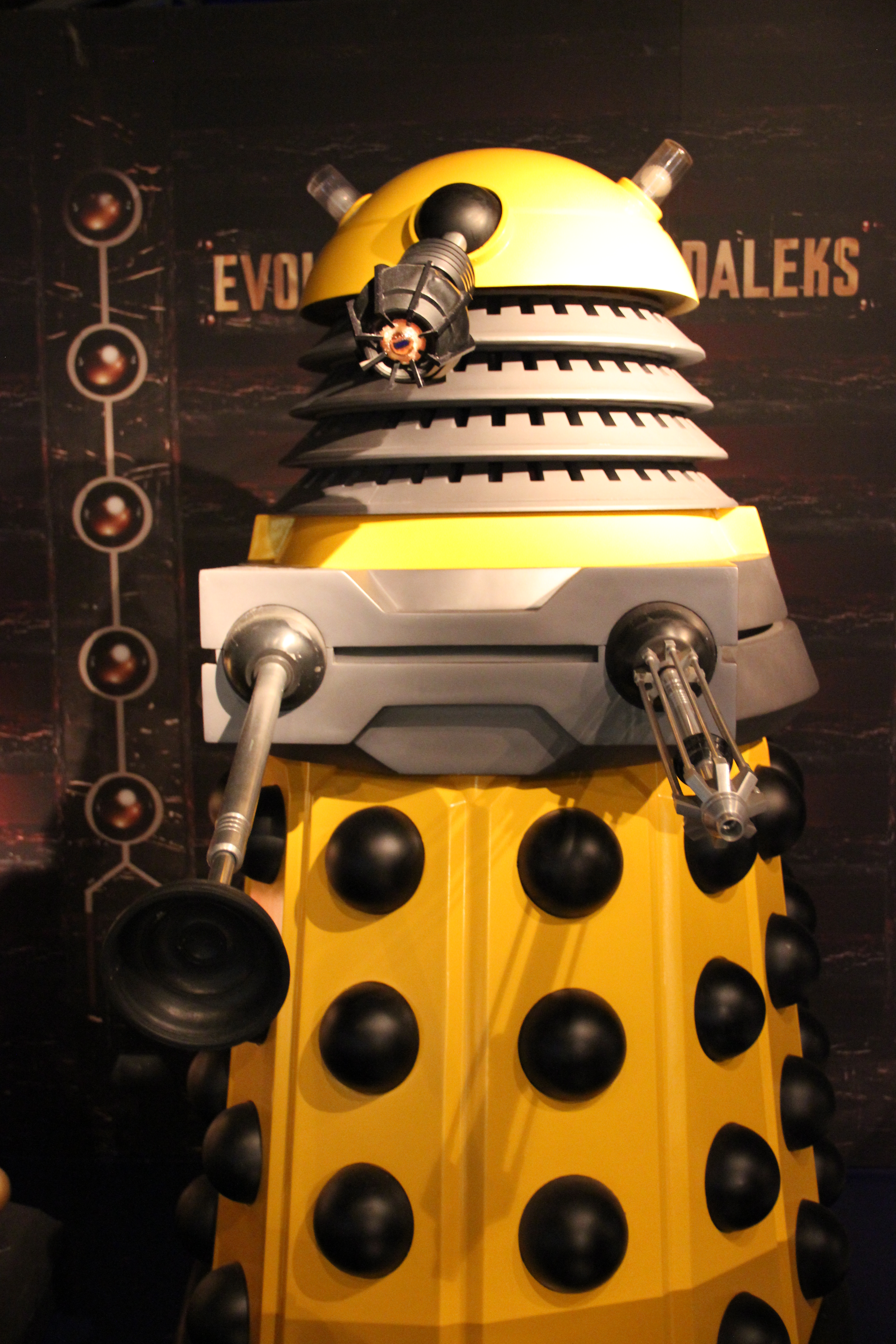

### Джагарот
Древняя и вымершая раса, показана в серии «Город смерти». Корабль джагарот взорвался на Земле 400 миллионов лет назад.
Единственный выживший джагарот — Скарот — пытался технологически развить человеческую расу, стремясь создать машину времени и предотвратить взрыв.

### Джаграфесс
Крупное, покрытое слизью, существо поселившееся на 500 этаже Спутника Пять. Оно хотело контролировать Землю с помощью новостной станции. Джаграфесс мог жить только при пониженной температуре. У него был слуга — человек по имени Редактор, который звал его Максом сокращённо от его полного имени: Могущественный Джаграфесс Святого Хадроджассикового Максароденфо.

### Джудуны
Джудуны — раса гуманоидов, служащих в межгалактической полиции (Протокол теней). Впервые появились в серии «Смит и Джонс». В дальнейшем появлялись в эпизодах «Украденная Земля» и «Беглец джудунов». В сериале «Приключения Сары Джейн» участвовали в сериях «Месть Сливинов» и «Пленник джудунов».

### Драхвины
Враждебная раса, преимущественно из особей женского пола, похожих на людей, имеющие в подчинении некоторое количество особей мужского пола, которых хватает на размножение. По их словам мужчины не способны выполнять поставленную перед ними задачу и только потребляют пищу. Предводитель на сбитом корабле — Маага — жестокий главнокомандующий, являющийся единственным истинным представителем их расы. Все остальные — клоны-воины, выращенные в пробирках, не способные самостоятельно мыслить.

## З

### Зайгоны
Красные резиноподобные гуманоиды с присосками. Имеют ядовитые мешочки на языке. Многоформы. Принимали разные облики, захватывая чужие тела в специальные капсулы.

### Заключённый Ноль
Заключённый Ноль — один из межмирных многоформовых видов, который способен создавать телепатическую связь с подавленным разумом любого существа, и затем принимать его внешний облик или облик того, о чём в данный момент думает существо. Истинным обликом Заключённого Ноль является желеобразное, змееподобное существо, с огромным количеством острых зубов. Он может создавать фильтрацию восприятия, чтобы спрятать себя или что-либо другое. Многоформы живут тысячелетиями.

### Зарби
Похожие на муравьёв существа с планеты Вортис, показаны в серии «Планета-сеть», которых контролировал Анимус. Их длина составляет два метра.
Они обладают малым интеллектом. Зарби были покорены Анимусом и посчитали меноптра их смертельными врагами. Они могли только управлять ядовитыми личинками, похожими на мокриц.

### Зверь
Зверь — могущественное богоподобное существо, которое было до сотворения вселенной и появившееся в истории «Невозможная планета» / «Темница Сатаны» (2006). Когда пришли создатели вселенной, они сумели победить и заточить Зверя. Они оставили его на астероиде, на орбите чёрной дыры. Но вероятно за тысячи лет он сумел проникнуть в систему, открыл люк в Бездну и покинул своё тело, вселившись в человека Тоби. Является очень сильным телепатом, так как смог легко подчинить себе слуг людей удов, слабых эмпатов, и сделать из них убийц. Знает всё о всех, даже о Докторе и способен видеть будущее (сильные экстрасенсорные способности). Способен проникать в компьютерные системы. Способен переносить свой Разум в тело любого существа, полностью его подчиняя, и сохраняя свои силы и возможности. В теле человека может находиться даже в вакууме. Разум Зверя в теле Тоби пытался сбежать на Землю вместе с людьми на ракете, но был выброшен в чёрную дыру Розой Тайлер. Астероид с его телом так же упал в дыру. Возможно, заперт в Пустоте. В серии «Конец дней» сериала «Торчвуд» оказывается, что имеет сына Абаддона. Был озвучен актёром Гэбриелом Вулфом, который играл другого богоподобного персонажа — Сутеха в историях «Пирамиды Марса» (1975) и «Легенда о Руби Сандей» / «Империя смерти» (2024).

### Звёздный кит
Звёздный кит — огромное существо, обитающее в космосе. В будущем, когда человечество искало себе новый дом, последний звёздный кит прилетел сам, чтобы спасти землян. Не поняв это, люди поймали его и построили на его спине огромный город. Они стимулировали кита болью в виде ударов тока по мозгу для того, чтобы тот летел дальше. Кита кормили несогласными с режимом людьми, однако, он не трогал детей. Благодаря Эми, кит был освобождён, и без болевой стимуляции продолжил дальше нести на себе колонию людей с ещё большей скоростью.

### Зоччи

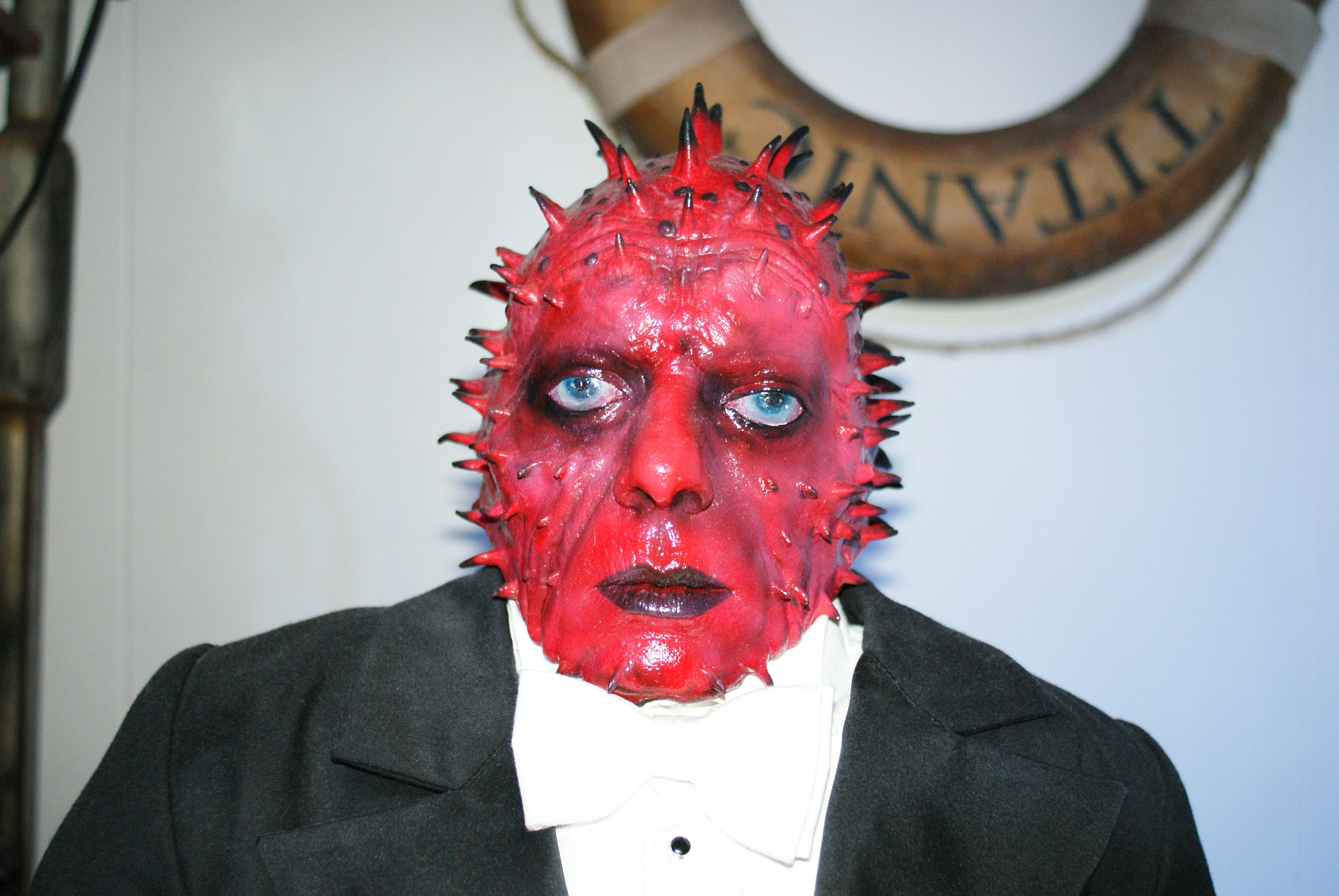
Баннакаффалатта, представитель расы зоччи.

Раса красных низкорослых гуманоидов, покрытых шипами. В эпизоде «Путешествие проклятых» был показан зоччи по имени Баннакаффалатта. Его вид впервые был назван в серии «Конец времени». В этой же серии показывались двое зелёных, но это уже их другой подвид — винвоччи.

## И

### Игрушечник
Бессмертная сущность божественного уровня, которая заманивает разумных существ в детские игры, на кону в которых ставится их собственная свобода. Способен изменять и создавать реальности. Впервые Игрушечник появился в истории «Небесный игрушечник» (1966), где его сыграл актёр Майкл Гоф. Впоследствии появился вновь в эпизоде «Смешок» (2023), где роль исполнил Нил Патрик Харрис. В эпизоде «Легенда о Руби Сандей» было раскрыто, что бог игр Игрушечник входит в Пантеон раздора, главой которого является Сутех.

### Изолус
Маленькие похожие на споры существа, путешествующие в космосе, впервые показаны в серии «Бойся её». В этой серии, один из них отстал от роя и оказался на Земле, вселившись в юную англичанку по имени Хлоя Уэббэр. Изолус, действуя через неё, заточил соседских детей в её карандашные рисунки. Характеризуется большой злобой и упрямством. Внешне похож на цветок клевера. Путешествуют миллиардами вместе со своей матерью, способны порождать параллельные миры как бы «развлекая» себя, а заодно питаясь энергией своего счастья.

## Й

### Йети (Роботы)
Роботы Йети — это устройства, созданные Йог-Сототом.
Они, возможно, основаны на живом тибетском Йети. Однако, так как настоящий Йети не был пойман и изучен, есть вероятность, что механический Йети основан на мифе.
Роботы Йети большие и полностью покрыты шерстью, чтобы замаскировать сферы контроля, которые обеспечивают их силой для движения. Сферы скрыты под откидной створкой на их груди. Их руки, ноги и глаза — единственные части не покрытые мехом. Руки и ноги Йети чёрного цвета.
Было по крайней мере две интервенции Йети. Те, с которыми Доктор сталкивается в Тибете, были заметно больше чем те, с которыми он столкнулся в Англии. У «лондонских» руки были лучше приспособлены к владению оружием. Доктор назвал Лондонских « Марк II».
Йети служат Йог-Сототу — сущности с другой планеты, которая попыталась сформировать физическое тело, чтобы завоевать Землю в 1935 г. Йети первоначально были уловкой, чтобы отпугнуть любопытных людей. Позже Йети стали армией, служащей Йог-Сототу. Эдвард Трэверс сказал, что они подобны «настоящим» Йети.
Больше чем через сорок лет неработающие роботы Йети, демонстрирующиеся в Лондоне, проснулись и принялись захватывать Лондон. Эти события привели к созданию ЮНИТа, британская ветвь которого была под руководством Алистера Гордона Летбриджа-Стюарта. Позднее Летбридж-Стюарт снова столкнулся с Йети на Галлифрее, перенесённом туда на Игры Рассилона. Второй Доктор раздразнил этого Йети с помощью фейерверка, и вызванный обвал предотвратил их дальнейшее взаимодействие.

## К

### Какстариды
Гуманоиды с металлическими красными волосами и глазами, описанные в романах из цикла «Virgin New Adventures» — «Возвращение отца» и «Комната без дверей». Их родная звёздная система — Лаланд 21185.
Какстариды были уничтожены вирусом, который разрушил их ДНК. Он был создан правительством для уничтожения «мятежников». Доктор пытался предотвратить его использование, но он был активирован через десять лет после его вмешательства, во время другого мятежа.
Зелёноглазая лаландийка «другой касты» какстаридов была описана в романе Seeing I из цикла Eighth Doctor Adventures.

### Карриониты
Раса существ, похожих на ведьм, родина которой Четырнадцатая звезда планетарной конфигурации Рексел. Они используют продвинутую науку, внешне похожую на магию и вуду. Карриониты используют слова для воздействия на вселенную и игнорирования законов физики. Они обладают способностью узнавать имя человека. В «старые» времена вселенной карриониты были изгнаны могущественными словами Вечных.
В серии «Код Шекспира» показаны три каррионита, которых звали Лилит, Мать Думфингер («Перст Судьбы») и Мать Бладтайд («Море Крови»). Их победил Уильям Шекспир с помощью Доктора и Марты, помогших ему подобрать правильные слова, чтобы победить каррионитов. Карриониты после этого оказались заключены в хрустальном шаре. Согласно словам Лилит, Шекспир случайно освободил Думфингер, Бладтайд и Лилит.
Согласно аудиокомментарию к третьему сезону «Доктора Кто», все карриониты женского пола и называют друг друга матерями или сёстрами в зависимости от возраста. В романе «Вечная осень» утверждается, что они были изгнаны после войны с гервокен, которые тоже использовали науку, напоминающую магию.

### Кассандра

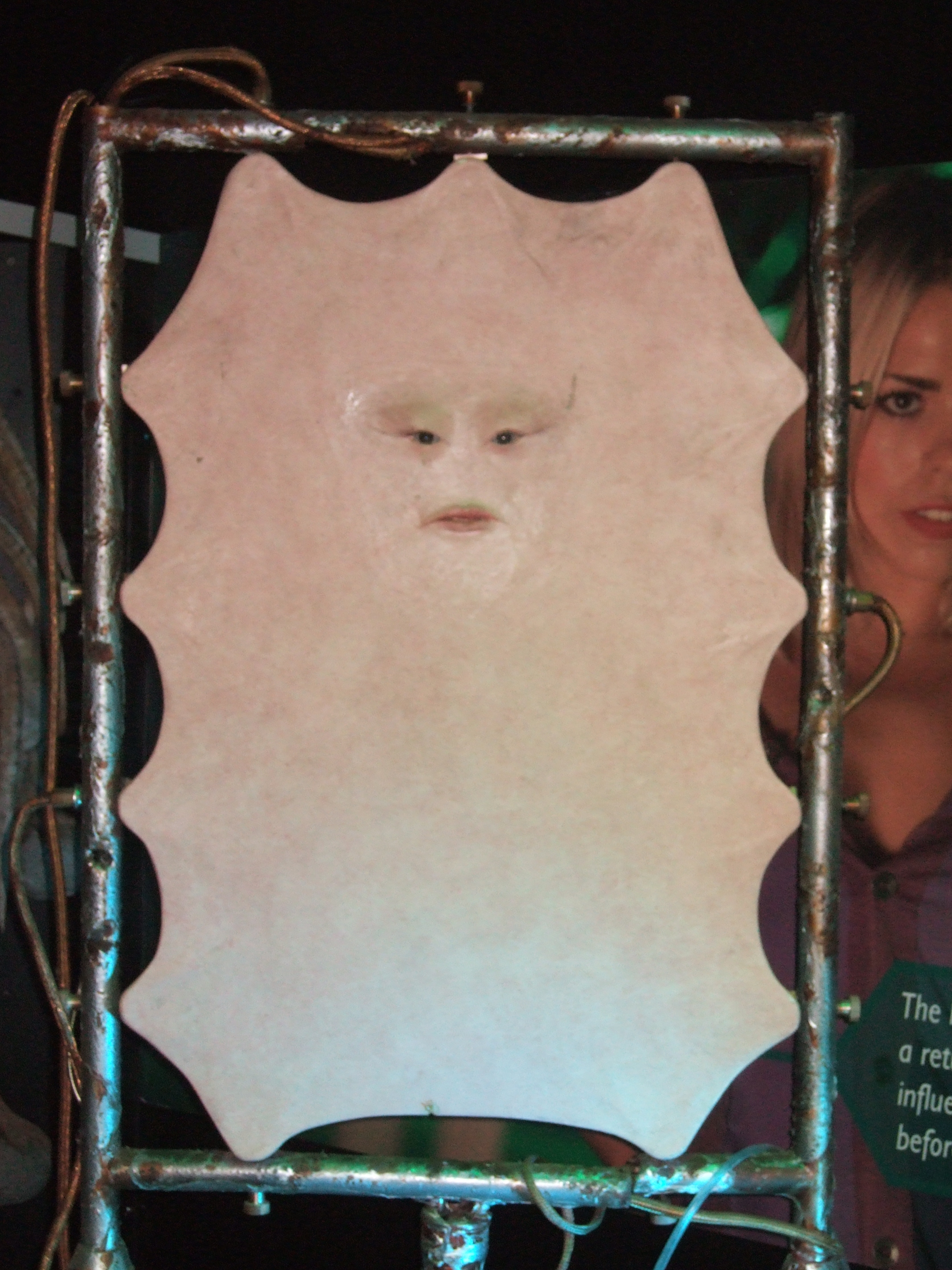
Леди Кассандра.

Леди Кассандра О’Брайен.?17 — вымышленный персонаж, озвученный Зои Уонамейкер и сконструированный на компьютере. Расселл Ти Дейвис, создатель Кассандры, сказал, что идея её создания появилась, когда он смотрел на худых голливудских актрис. Цитата: «Это было ужасно, наблюдать за тем, как красивые девушки превращаются в швабры. В частности, меня убила Николь Кидман».
Впервые Девятый Доктор встретил Кассандру в эпизоде «Конец света» (2005). Вместе с богатейшими расами Вселенной они собирались посмотреть уничтожение Земли.
Согласно словам Кассандры, её родители были последними, кого похоронили «в их земле». Она родилась на Земле жила на краю Лос-Анджелеса. Кассандра сделала себе 708 пластических операций, пока не превратилась в кусок кожи с глазами и ртом, которые подключены к мозгу в банке. Её нужно постоянно увлажнять, чтобы она не иссохла. Кассандра называет себя последним человеком, так как остальные представители человечества вступали в браки с другими видами и видоизменялись. Она называет таких людей «полукровками». Роза Тайлер называет её «ненужным батутом».
Кассандра использовала роботов в виде пауков, чтобы отключить щиты на платформе и убить всех гостей. Но чтобы на неё не подумали, если что-то пойдёт не так, вместо неё их пронесли Адепты Повторяющихся Элементов. В её планы входила взять заложников с ней в качестве одной из жертв, и получить выкуп для дальнейших операций на теле. Когда Доктор узнал об этом, она телепортировалась со станции, оставляя других умирать — щиты открывались и пропускали солнечную радиацию.
Тем не менее, Доктор спас всех гостей и вернул Кассандру обратно на платформу без её ассистентов, чтобы они увлажняли её. Без увлажнения её кожа иссыхала и в конечном счёте взорвалась, очевидно, убив её (хотя её мозг не был уничтожен).
Кассандра вернулась в «Новой Земле» (2006), события которой происходили 23 года спустя после серии «Конец света» (2005). Её мозг сохранился, и поэтому она выжила. Её глаза были извлечены и вставлены в кожу, которую она взяла с предыдущего тела. Она пряталась в подвале больницы Сестёр Изобилия и вырастила голема Чипа.
Когда она узнала, что Роза и Десятый Доктор находятся на Новой Земле, она использовала психографт, чтобы поместить своё сознание в тело Розы, но из-за этого её мозг умер. В теле Розы Кассандра страстно поцеловала Десятого Доктора. Её маскировка была испорчена ужасным акцентом. Ей пришлось сказать Доктору, кто она на самом деле. Доктор потерял сознание, когда она выпустила в него странные духи, которые прятала в декольте.
Выясняя секрет Сестёр Изобилия, Кассандра и Доктор пытаются спасти больницу от выбравшихся оттуда зомби. Но Доктор и Роза заставляли Кассандру перемещаться из одного тела в другое, каждый раз требуя, чтобы она освободила их.
В конце концов, сознание Кассандры переместилось в Чипа. Но тело умирало, и поэтому Доктор отправил Кассандру обратно в её временную линию, когда она всё ещё была красивой. Там же она и умерла.

### Киберлюди
Раса киборгов, которые стремятся конвертировать также других людей, зачастую насильственно, в киберлюдей, удаляя при этом их эмоции и личности. Авторами идеи персонажей являются учёный-медик Кит Педлер, а также редактор сценариев Джерри Дэвис. Впервые появились в истории «Десятая планета» (1966), последней истории Первого Доктора, и с тех пор стали регулярным врагом Доктора.

Различные дизайны киберлюдей
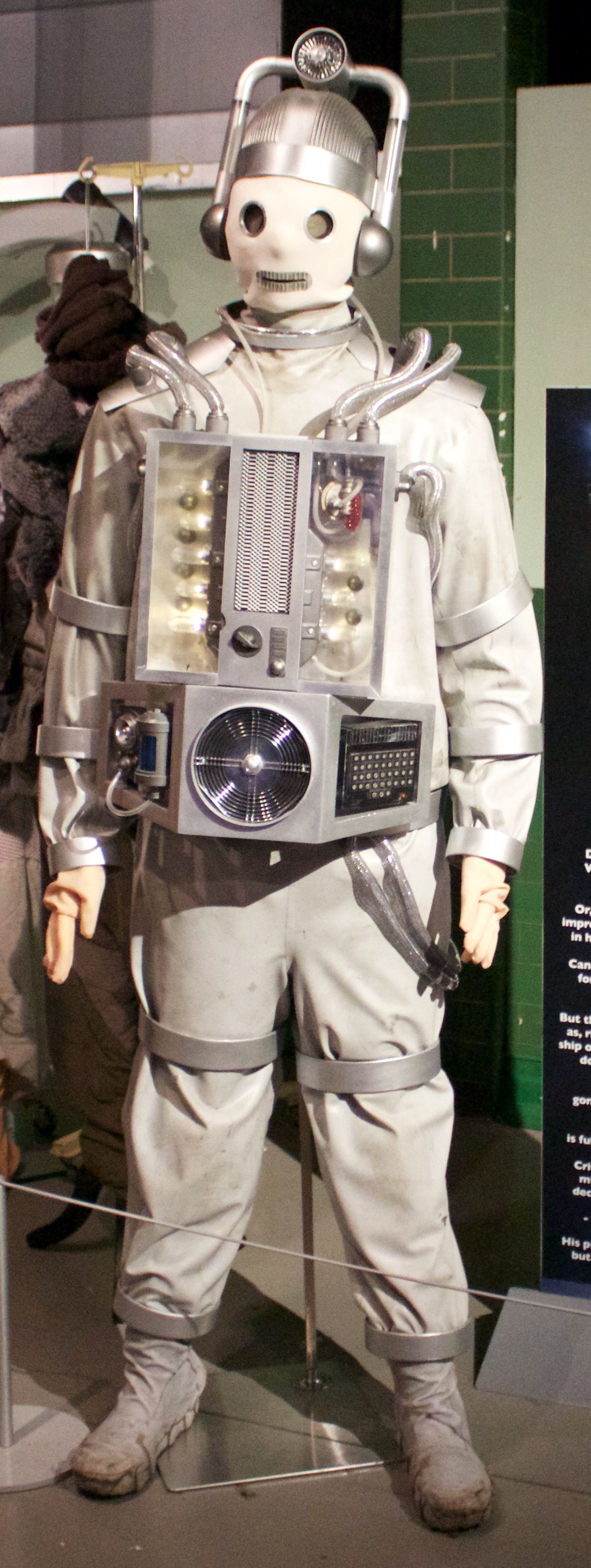
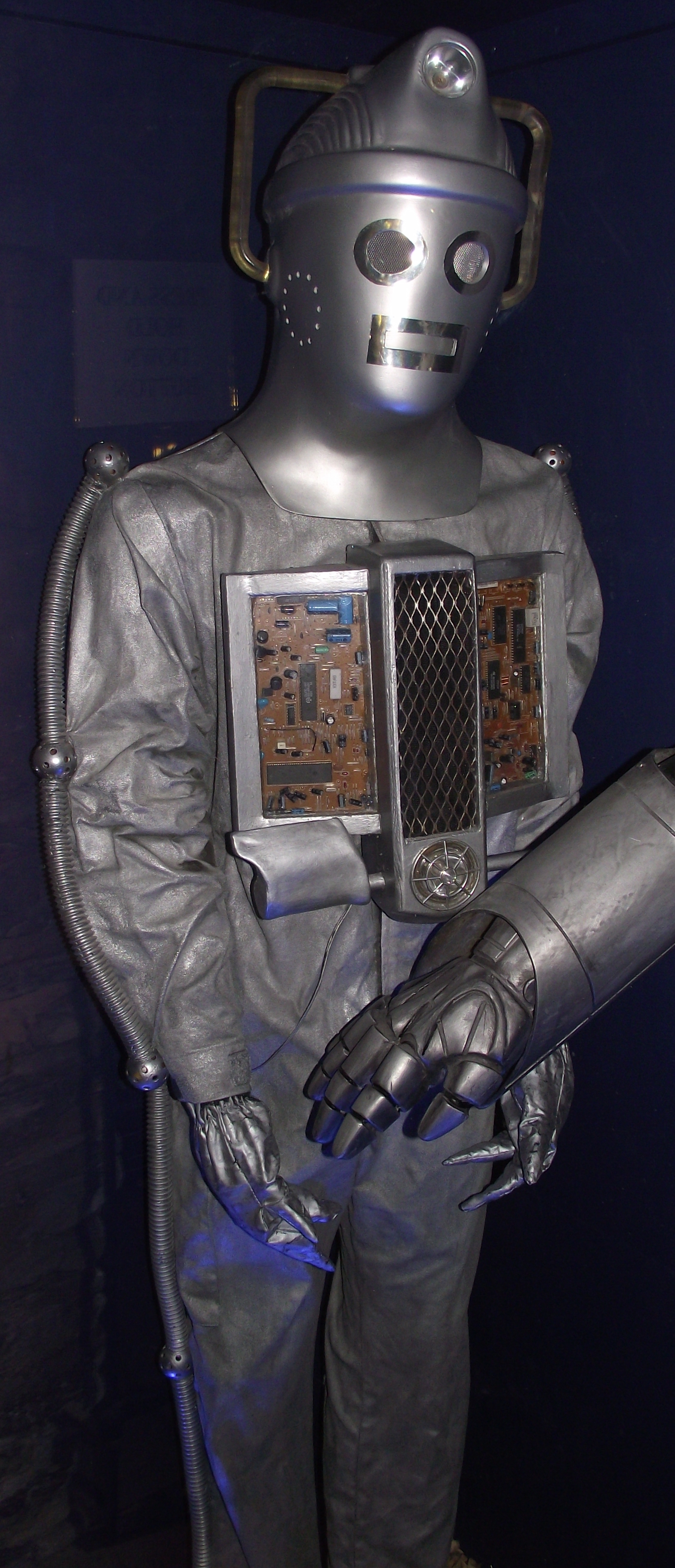
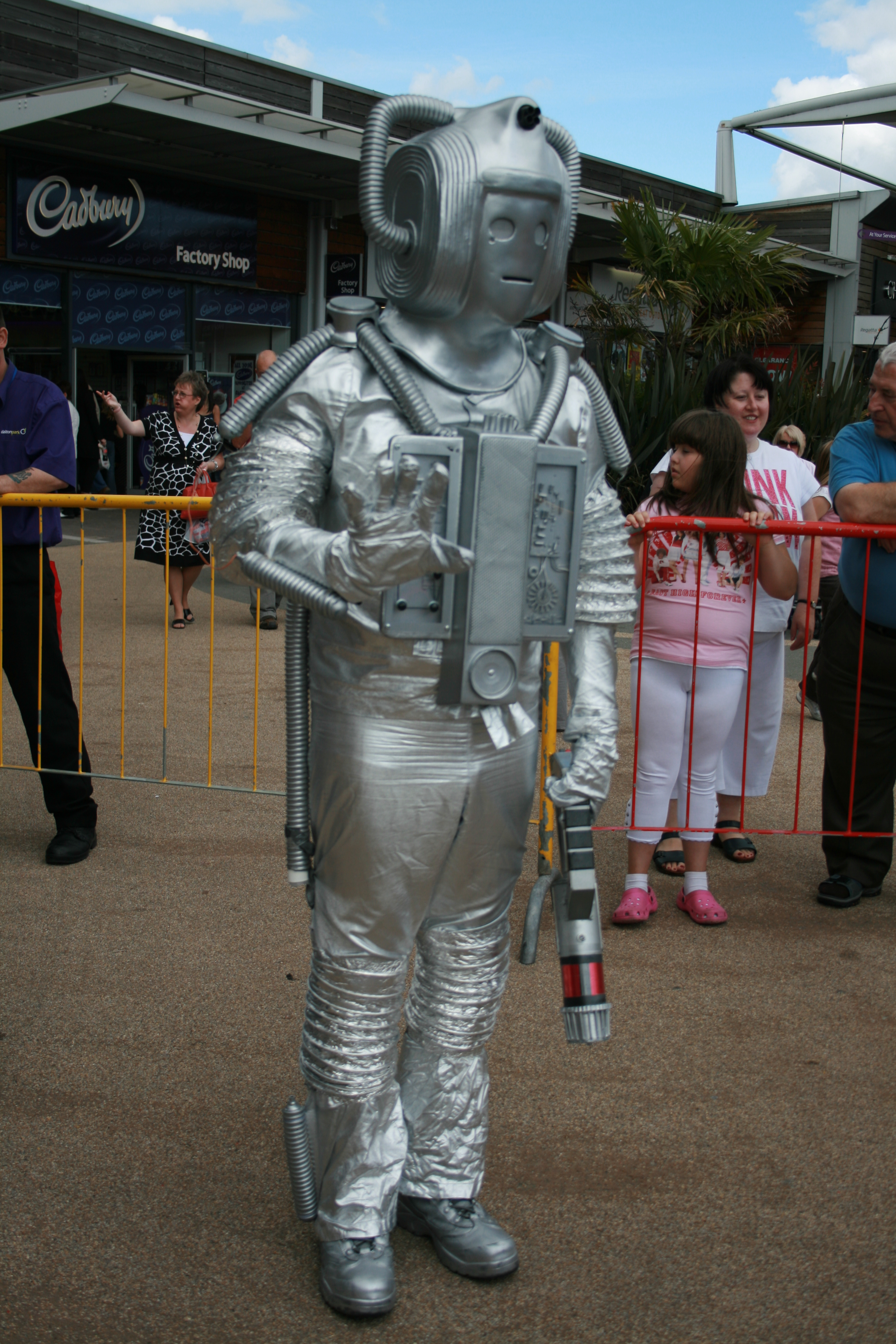
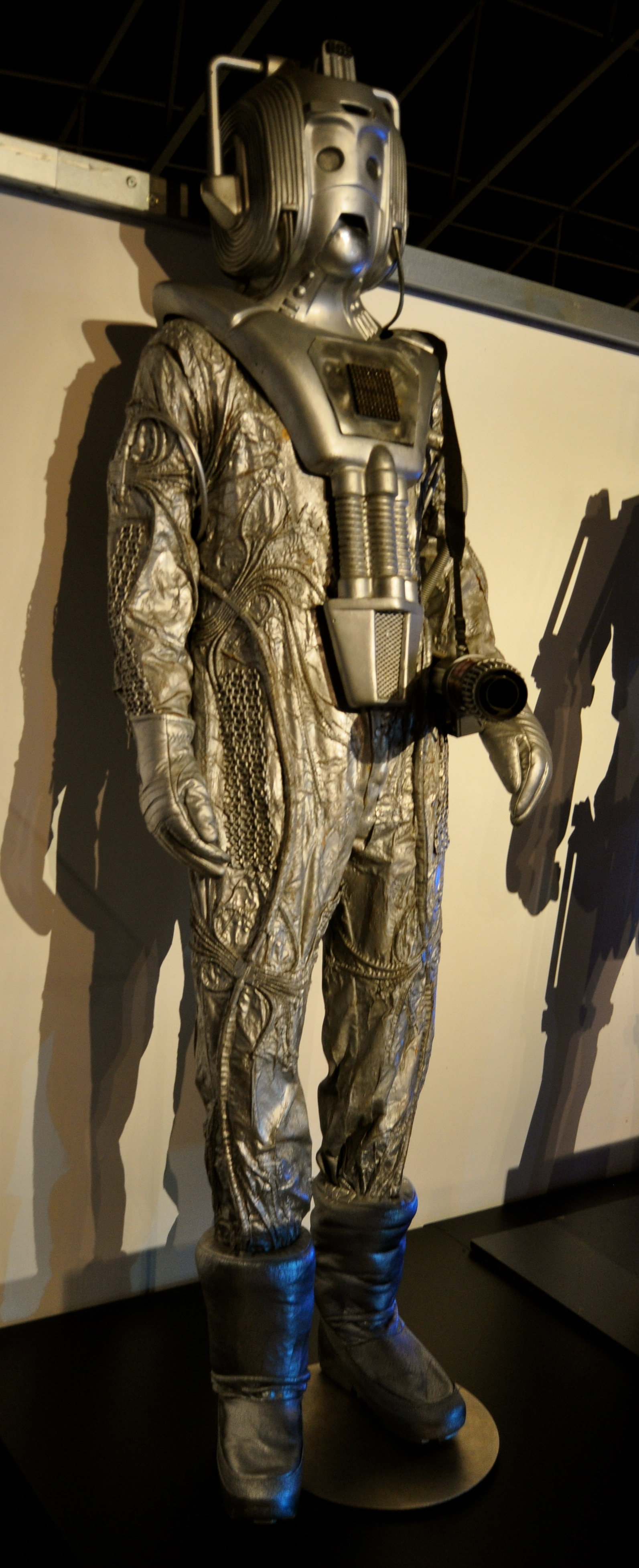
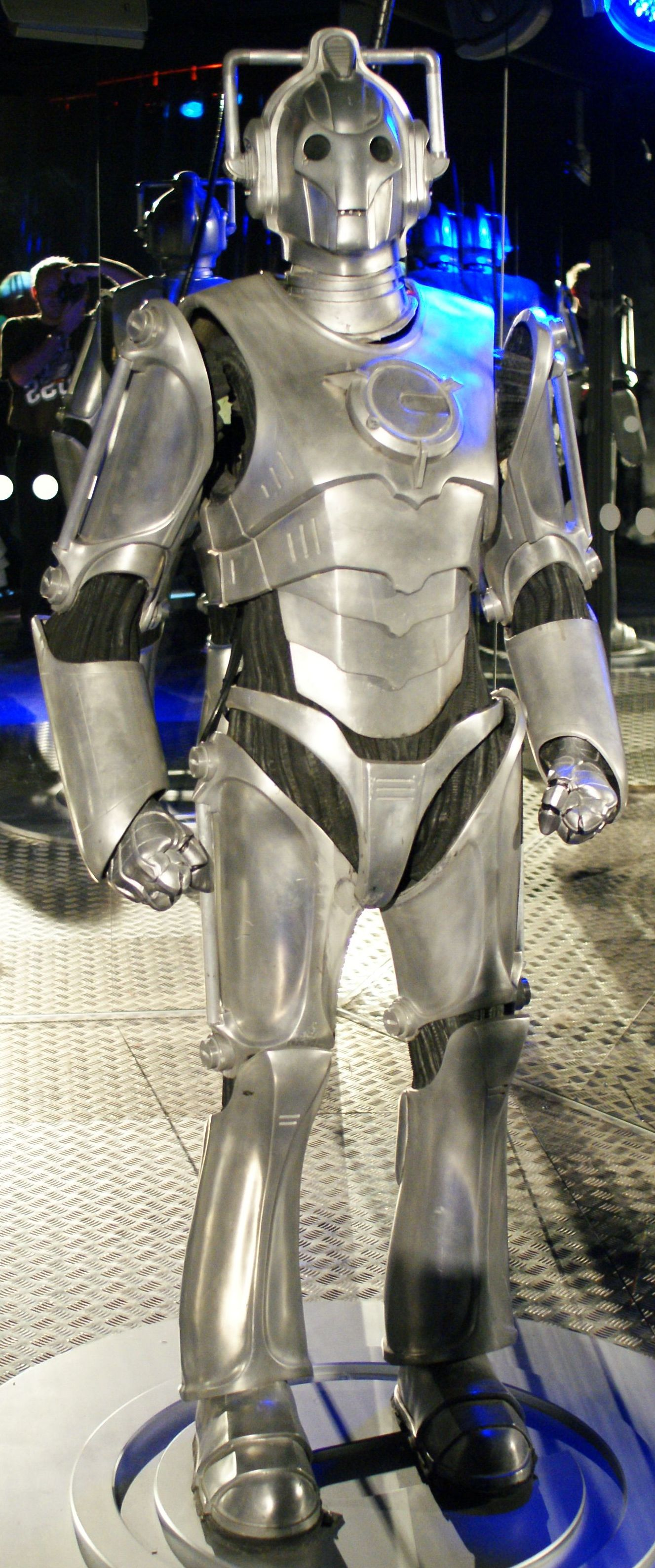
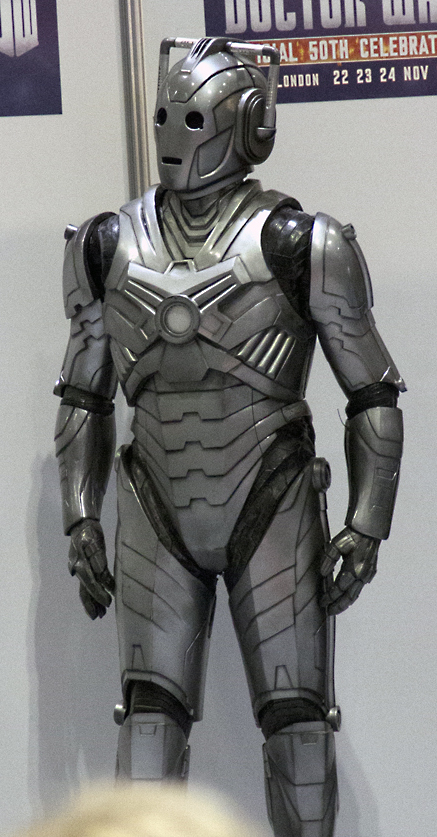

### Колония Сарфф
Прислужник Давроса, состоящий из одной большой змеи и множества мелких змееподобных созданий. Работая вместе, они способны принять облик существа внешне напоминающего сегментированного человека, покрытого чешуёй. Вместе с тем, каждая змея может также действовать самостоятельно, а решения принимаются после голосования, так как в колонии Сарфф демократическая форма управления. Появляется в сериях «Ученик волшебника» и «Фамильяр ведьмы».

### Крафайисы
Крафайисы (Krafayis, Krafayises) — стайные кочевые животные со строгой иерархией доминирования. Путешествуют по космосу в поисках добычи, занимая огромные территории в несколько солнечных систем. Иногда некоторые особи отстают от стаи, и, поскольку их раса не знает жалости, за ними никто не возвращается. Покинутые крафайисы крайне жестоки и убивают до тех пор, пока не убьют их, чего обычно не происходит, так как другие живые существа не могут их увидеть. Показаны в серии «Винсент и Доктор».

### Ковариан
Мадам Ковариан — персонаж шестого сезона, пособница инопланетных существ, известных как «Тишина». Появляется впервые в серии «День Луны», где её замечает Эми Понд. Позже она встречается в серии «Проклятие чёрной метки» тем же способом: её лицо появляется в окошке в любой точке пространства. Она приобретает важную роль в серии «Хороший человек идёт на войну», где она узнаёт о нападении Доктора на базу Тишины. Во время штурма станции она пытается бежать с ребёнком Эми Понд, но её хватают Рори Уильямс и капитан Генри Эвери со своим сыном. Позже она всё-таки убегает со станции и тонко намекает Доктору о том, что у них поддельная Мелоди. Перед тем, как Доктор сообщит об этом, она дистанционно растворяет Мелоди.
Мадам Ковариан возвращается в серии «Свадьба Ривер Сонг», где схвачена Эми, Рори и Ривер Сонг. Во время освобождения Тишины все убегают, но злодейка просит Эми освободить её. Эми отказывается и Тишина убивает Ковариан.
Её имидж однообразен: Ковариан носит всё чёрное, в том числе и чёрный наглазник, который позволяет ей запоминать Тишину.

### Креспаллионы
Гуманоиды с синей кожей с планеты Креспаллион, показаны в эпизоде «Конец света».

### Криллитаны
Сложная инопланетная раса, которая, завоёвывая новые планеты и миры, забирает у побежденных их самые лучшие физические черты и способности. В серии «Встреча в школе» они использовали детей как часть гигантской компьютерной программы. Криллитаны пытались взломать тайны Парадигмы Скасис, универсальную теорию, которая даст им контроль над основными силами вселенной и превратит их в богов. Когда Доктор попытался отключить систему, они предложили стать богом ему, но Сара Джейн Смит вовремя отговорила его, распознав ложь криллитанов, так как они хотели убить Доктора и заполучить способности Повелителей Времени.

### Кролл
Гигантский кальмар, увеличившийся в размерах из-за проглоченной им части Ключа ко времени, показан в серии «Сила Кролла». Горожане планеты поклонялись Кроллу и считали его богом.

## Л

### Ледяные воины
По словам Доктора («Холодная война»), когда на Марсе стало холодно, они изобрели специальные скафандры. При потеплении броня ломается.

### Лес Чима
Раса разумных, двуногих деревьев, которые являются прямыми потомками старых деревьев Земли. Деревья были проданы братству из Панджассийского астероидного пояса, которое экспериментировало над деревьями, и через несколько столетий у деревьев появились руки и ноги. Слово «чим» значит «дерево» на языке леса. Представители Леса Чима показаны в серии «Конец света».
Лес уважает все формы жизни. Они знают о Повелителях времени и их врагах в войне Времени.
Несколько деревьев показаны на Платформа Один под руководством Джэйб Сэт Сэт Джэйф (назван в Доктор Кто: Монстры и враги), а также Коффа и Лют.

### Логополитанцы
Гуманоиды с планеты Логополис, показаны в одноимённой истории. Логополитанцы — раса математиков, изучающих энтропию, чтобы убедиться, что тепловая смерть Вселенной не произойдёт.

### Люди-гепарды
Инопланетяне, показаны в серии «Выживание». Люди-гепарды напоминают существующих животных — гепардов. Они дикари и имеют способность превращать других в людей-гепардов. В серии «Выживание» они похищали людей и перемещали их на свою планету.

### Люди-кошки
Во времена «Новой Земли», кошачьи эволюционировали в гуманоидов и стали называться людьми-кошками (англ. Catkind). Они способны скрещиваться с людьми. Люди-кошки имеют втягивающиеся когти для самозащиты. Они имеют индивидуальность. Сёстры Изобилия (англ. Sisters of Plenitude) — люди-кошки, которые работали в больнице на полуострове рядом с Новым Нью-Йорком.

## М

### Макра
Макра — существа, похожие на крабов гигантского размера. В эпизоде «Пробка» Доктор говорит, что миллионы лет назад они выглядели иначе и держали людей в рабстве, но потом деградировали. Их пища — любые ядовитые газы, чем ядовитее — тем питательнее.

### Мара
Змееподобное существо чистой ненависти, ярости и алчности, питающееся страхом своих жертв и захватывающее их разум. Обладает телепатическими силами. Была создана на планете Марусса. Мара появлялась в историях «Кинда» (1982) и «Танец змеи» (1983). В эпизоде «Легенда о Руби Сандей» (2024) Мара была описана как «бог зверей» и является часть Пантеона раздора, возглавляемого Сутехом.

### Менторы
Земноводная раса с планеты Торос Бэта. У них две руки, длинный хвост вместо ног, они говорят с представителями других видов посредством переводящего устройства. Известные менторы: Сил, лорд Кив. В серии «Деформация разума» мозг лорда Кива пересажен в примитивное тело ментора, у которого есть жало на хвосте, отсутствующее у современных менторов.

### Минотавр
Существо из истории «Комплекс Бога» (2011). При приближении к человеку создаёт с ним мощную телепатическую связь подавляя свою жертву, и питаясь верой последней на спасение. Единственный способ избежать этого — заставить чувствовать себя безысходно, что бывает непросто, поскольку в серии «Комплекс Бога» минотавр воссоздавал страхи своих жертв у землянки Риты — её отца, недовольного её выпускными оценками, у одного из инопланетян — создавал образы «Плачущих ангелов», Доктор видел маленькую Амелию Понд, которую когда-то подвел.

### Мовеллане
Андроиды, показаны в серии «Судьба далеков». Мовеллане внешне напоминают физически привлекательных людей разных национальностей. Все — андроиды и гиноиды, носящие белую облегающую униформу. Они сильнее и более выносливы, чем обычные люди. Однако, главная уязвимость мовеллан в том, что они имеют внешний источник питания на поясе, который может быть без труда убран, и андроид отключится.

### Мокс Балхун
Один из пришельцев, навестивший Платформу Один в день гибели Земли.

### Морские дьяволы
Морские дьяволы — раса амфибий, относящихся к земным рептилиям. Морские дьяволы так же, как и их родственники силурианцы являются высоконаучной расой, которая жила в доисторические времена. Когда их колонии проснулись из анабиоза, они так же, как и силурианцы, попытались вернуть свою планету. Морские дьяволы — гуманоиды, похожие на черепах или плезиозавров. У них клюв вместо рта, большие глаза и длинные шеи. У них три перепончатых пальца на руках и ногах. Их кожа различных оттенков, включая зелёный, синий и оранжевый. Они гораздо выносливее, чем люди, так как они выживали в сокрушительных глубинах океана. Морские дьяволы общаются на языке, похожем на эхолот, но они могут говорить шёпотом на человеческих языках, скрипучими голосами. Морские дьяволы могут иметь потомство с силурианцами, хоть и не совсем здоровое. Морские дьяволы, на момент когда им пришлось уйти в анабиоз, были более технически развиты, чем люди из XX века. У Морских дьяволов были тысячи подводных колоний с населением в миллионы. Эти базы были вырезаны из скал и, как правило, покрыты водорослями. Эти колонии могут быть снова активны с помощью особого звукового сигнала. Они использовали технологии анабиоза, которые привели к мышечной деградации, когда они были возвращены. Кроме того, они используют специальные оранжевые капсулы для транспортировки наземных существ. Морские дьяволы имеют большие запасы оружия в своих базах. Они обычно используются небольшие, круглые ружья. Во время их вторжения в Морскую Базу 4 , они использовали большую версию этих устройств, чтобы прорваться через двери. Обычные Морские дьяволы носят синий, похожий на марлю, костюм. Солдаты же в 2084 г., будучи элитными войнами, носили толстую чёрную броню, напоминавшую доспехи самураев. В эпоху правления силурианцев их использовали как солдат, которых отправили в спячку в свои колонии. Впоследствии одна из колоний была разбужена Мастером, который сумел их убедить начать войну против Человечества, позже Доктор попытался их переубедить, но неудачно, и Бригадиру пришлось взорвать их базу. В 2084 колония Морских дьяволов была разбужена силурианцами. Они были направлены как ударные войска в Морскую Базу 4. Хотя они были лучше подготовлены, все они были убиты ядовитым газом, который использовал Доктор. В XXVI в. Морские дьяволы стали полноправными членами Земного Общества.

### Муха ги-джи
Насекомое с планеты Варос.

## Н

### Наводнение

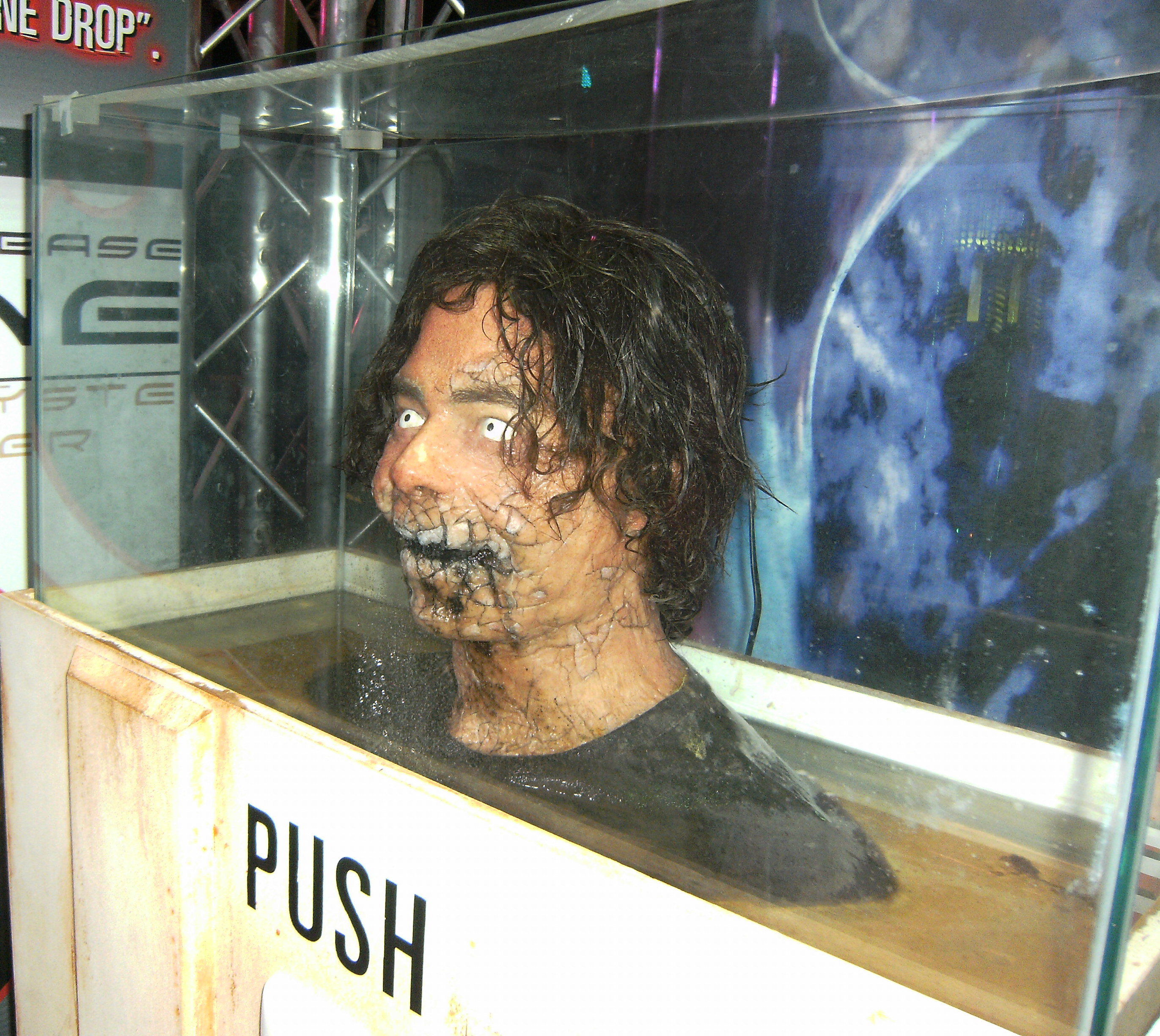
Макет жертвы Наводнения.

Прозвище, данное Десятым Доктором водной инфекции, обнаруженной на Марсе. Заражённые сходят с ума.
У них трескается кожа вокруг лица и чернеют зубы. Из всех мест течёт вода.

### Найманы
Пришельцы — минотавры, использующие существ (это и люди, и киберлюди, и далеки, и джудуны и т. п.) с верой (причём, не важно, во что существо верит), питающиеся этой верой, и отнимающие её в конце пути (своего насыщения), блокирующие разум. Все существа в конце возглашали «Славьте его».
Лишь только Эмми Понд, с помощью Доктора, удалось перестать верить, и Найман потерял возможность питания и умер (в серии «Комплекс Бога» — 6 сезон 11 серия).

### Неваляшки
Роботы, созданные риллами для защиты от драхвинов. Имеют динамики для трансляции мыслей хозяев для общения.

### Нестин
Сознания Нестин были древней расой завоевателей и питались пластиком. Они были одной из первых рас. Несколько миллиардов лет назад у Нестин была империя и они убивали всех обитателей других планет перед захватом этих планет. Но через много миллиардов и миллионов лет они воевали с Повелителями Времени и проиграли. После этого цивилизация Нестин стала приходить к упадку.(хотя у них ещё осталась военная мощь)через 100 миллионов лет после этого Нестин участвовали в Войне времени на стороне далеков, во время войны их колонии и базы, а главное родная планета были уничтожена Повелителями Времени. После войны времени Нестин искали планету на которой они смогут жить. После поиска и выбрали Землю. Они создали автонов и неоднократно пытались убить людей, чтобы жить на Земле. Но Доктор уничтожает автонов и выгоняет Нестин с Земли.

### Новые люди
Клоны людей, использованные сёстрами Изобилия для улучшения способов лечения жителей Новой Земли в серии «Новая Земля». Они заражены всеми существующими болезнями и заключены в капсулах. После того как их освободила Леди Кассандра, они начали заражать пациентов больницы. Вылеченные от болезней Доктором, они были названы новыми людьми.

## О

### Оптера
Показаны в серии «Планета-сеть». Эти существа, подобные гусеницам, те же меноптра, но они живут в норах под землёй.
У них глаза больше, чем у меноптра и нет крыльев.
В конце серии Анимус побеждён и оптера возвратились на поверхность.

## П

### Пайровайлы
Инопланетная раса, состоящая в основном из камня и магмы. Пайровайлы могут достигать очень крупных размеров, способны изрыгать огонь благодаря невероятно высокой температуре своего тела. Но из-за сухости они чувствуют невероятную боль при соприкосновении с водой, так как она их охлаждает. Пайровайл может погибнуть, если на него выльется достаточно большое количество воды. Пайровайлы появляются в эпизоде «Огни Помпеев», где они использовали римские системы отопления, связанные непосредственно с вулканом Везувий, чтобы примешивать свои гены в людей и превращать их в пайровайлов. При этом кожа людей вдыхающих жар очагов отопления — как правило, это были члены культа предсказателей, которые намеренно дышали им, не подозревая о происхождении жара — покрывалась каменным слоем. Пайровайлы вынуждены были использовать Землю, так как их планета была украдена Давросом — повелителем далеков (это выяснилось только в серии «Украденная Земля»).

### Плазмоед
В другом переводе — Плазмовор. Пожилая на вид женщина — персонаж серии «Смит и Джонс». Пациентка лондонской больницы, перенесённой на Луну межгалактической полицией «Прокламация теней» с целью, как оказалось, розыска и опознания этой преступницы («не человека»). Убийца дочери принцессы планеты Регентство Падриволи 9, готовившая к тому же уничтожение половины людей на Земле. Разоблачена Доктором, побудившим её выпить и его кровь, а вследствие этого оказаться распознанной как инопланетянка детекторами полицейских-джудунов.

### Плачущие ангелы

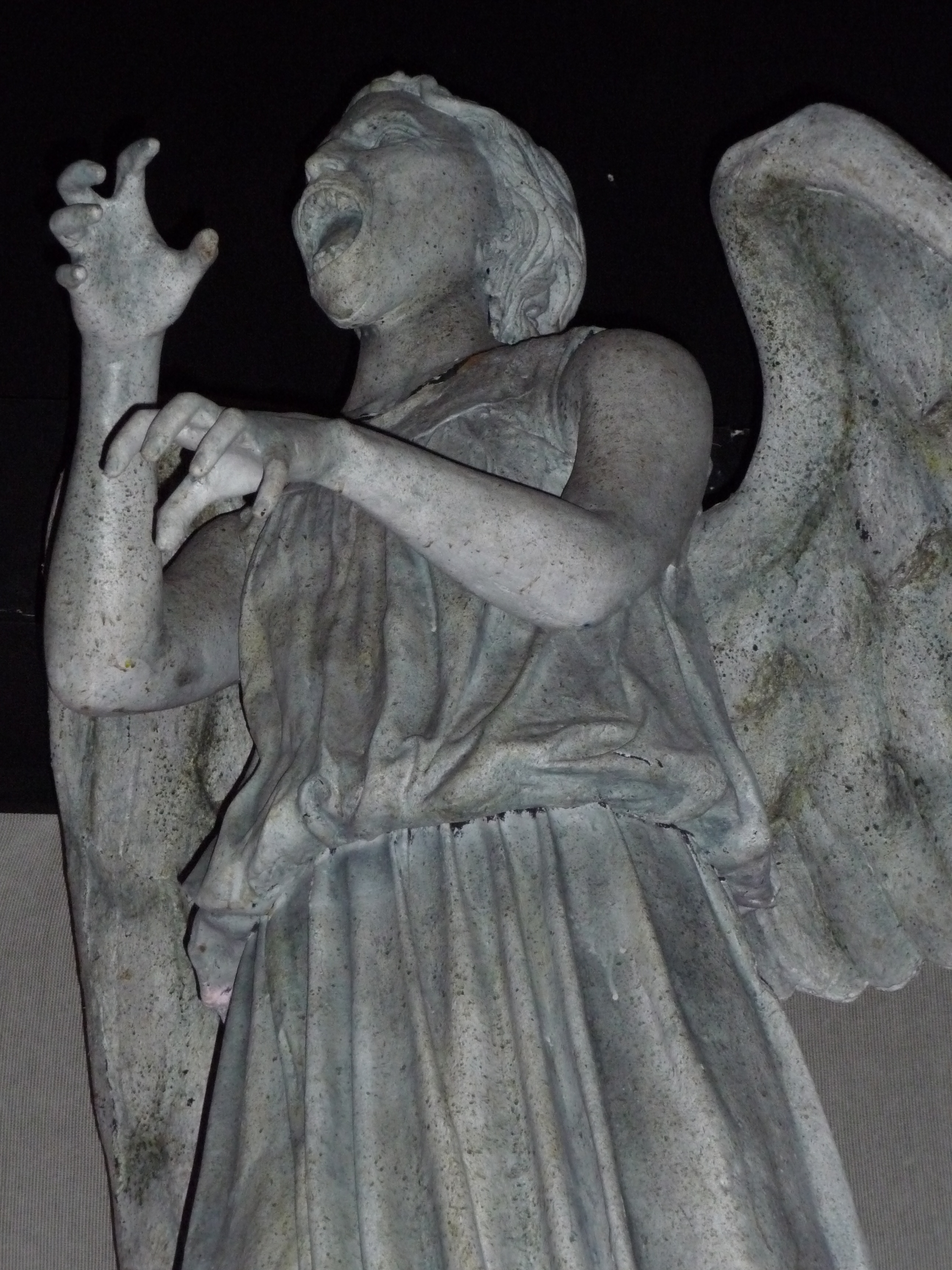
Плачущий ангел.

Инопланетяне, похожие на статуи ангелов, закрывающих глаза руками, показаны в сериях «Не моргай», «Время ангелов», «Плоть и камень», «Ангелы захватывают Манхэттен», «Время Доктора» и в конце последней серии спин-оффа Доктора Кто сериала «Класс» . «Одинокие убийцы, единственные психопаты во Вселенной, которые убивают красиво», — охарактеризовал их Доктор.
При прикосновении Плачущего Ангела существо попадает в случайную точку прошлого, а сам Ангел питается энергией тех дней, которые могло бы прожить существо в своём естественном времени. Однако, Ангелы могут и убивать человека, например, сворачивая шеи, как в сериях «Время ангелов» и «Плоть и камень».
Плачущие Ангелы являются квантово-зависящей формой жизни, главной особенностью которых является так называемый «квантовый замок»: в поле зрения любых живых существ Плачущего Ангела не существует, и он обращается в камень. «Это статуя, пока ты на него смотришь. Но стоит только повернуться к нему спиной…» По этой причине они закрывают свои глаза руками, чтобы не увидеть друг друга и навечно не окаменеть. Также Плачущие Ангелы способны поглощать энергию из электрических приборов. Ко всему прочему, они очень быстро двигаются.
В сериях «Время ангелов» и «Плоть и камень» выясняется, что любое изображения Ангела становится Ангелом, а сами Ангелы могут использовать мозг и разум мёртвого человека, чтобы говорить. Также из серий можно узнать, что эти существа, находясь долгое время без пищи, теряют свой ангельский облик.
Нельзя смотреть Ангелам в глаза, так как через них он может проникнуть в разум смотрящего. В серии «Время ангелов» это произошло с Эми. Сначала песок стал сыпаться у неё из глаз, затем ей стало мерещиться, будто у неё каменная рука. После всего этого она начала считать от десяти до нуля. Как позже выяснилось, если бы она произнесла «ноль», она бы погибла. Единственный способ остановить это — держать глаза закрытыми. Хотя в серии «Не моргай» Салли Сперроу и её друг по очереди смотрели ангелам в глаза, но ничего не происходило. Скорее всего, это могло быть связано с тем, что ангелы, которых встретила Салли, были значительно слабее (по словам самого Доктора).
В серии «Время ангелов» Доктор называет Плачущих Ангелов самыми ужасными существами, когда-либо созданными эволюцией.
Плачущих ангелов придумал Стивен Моффат, и по многим опросам они стали самыми страшными монстрами нового сериала.

### Повелитель снов
Повелитель Снов из серии «Выбор Эми» знает абсолютно всё о Докторе. Он нематериален, не имеет никакой физической формы, умеет создавать смертельно опасные иллюзии, и обожает раздражать окружающих. Повелитель Снов создаёт видения, основанные на воображении своих жертв. Он заключил Доктора и его друзей между двух опасных миров, и заставил их выбирать, какой из них реален, а какой нет. Однако он сжульничал. В реальности Повелитель Снов оказался концентрацией всего злого, что было в Докторе. Жизнь ему дала галлюциногенная пыльца, которая попала на консоль ТАРДИС, нагрелась и создала видения.

### Птинги
Птинги показаны в 5 серии 11 сезона «Головоломка Цуранга» (2018).
Птинг — мелкий, гуманоидного строения хищник, малоизученный и считающийся очень опасным в 67-м веке. Имеет серовато-коричневатую кожу, токсичную для большинства разумных видов, большие чёрные глаза, ноздри между глаз, короткий хвост. На голове, которая непропорционально большая относительно тела и конечностей, имеется две пары подвижных отростков на месте ушей. На четырёх мелких лапах имеется по 4 пальца. Передними лапами птинг может хватать еду, рвать её на куски и переносить в пасть. Эти существа очень быстрые, физически сильные и способны прокусить корпус корабля. Источником питания для птинга служит энергия, которую он поглощает из различных устройств (эвакуационные капсулы, звуковая отвёртка, взрывное устройство). Птинг определённое время может жить в открытом космосе.

## Р

### Ракносс

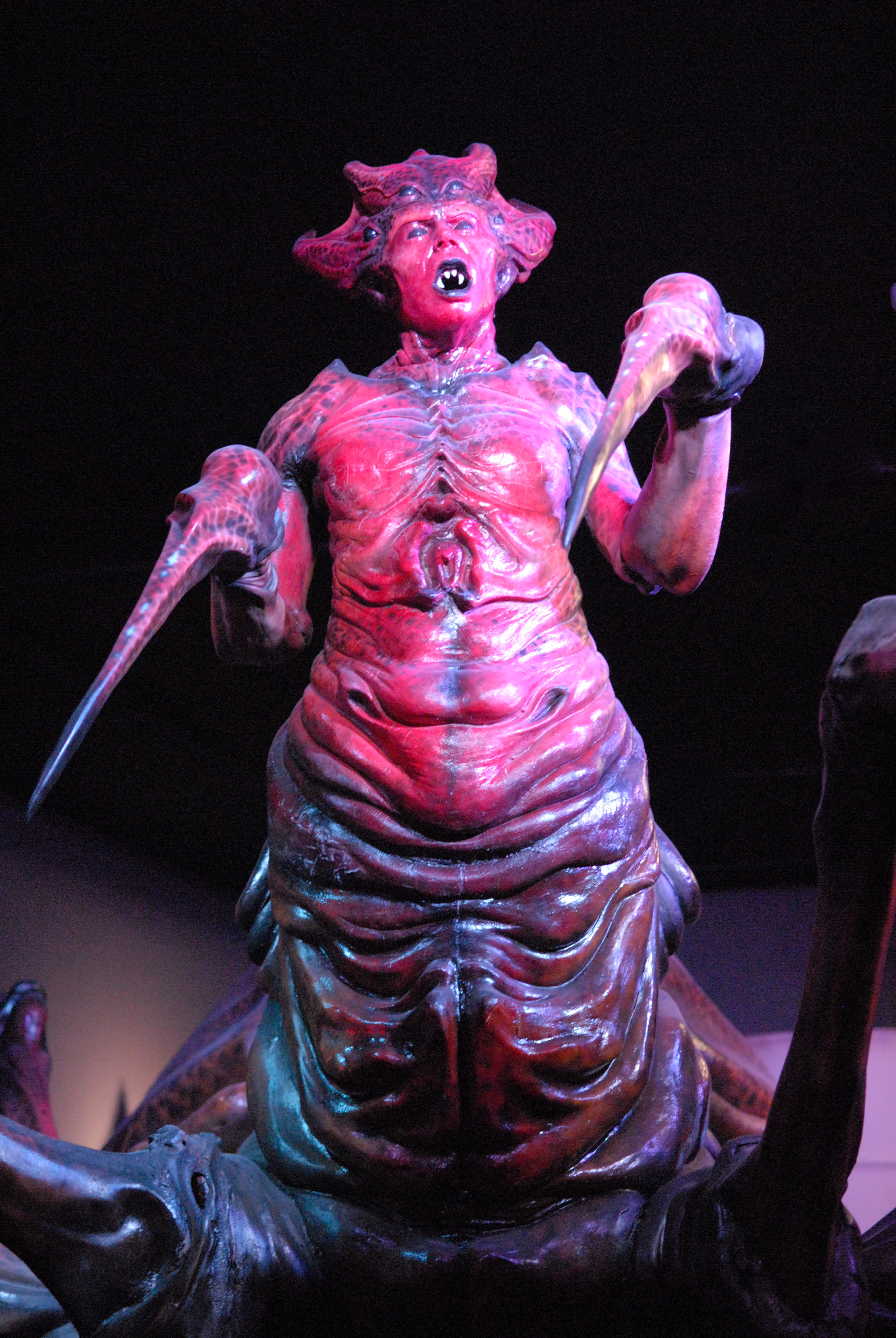
Императрица Ракносс.

Ракноссы появляются в серии Десятого Доктора «Сбежавшая невеста», вышедшей в 2006 году.
Ракносс (наполовину люди, наполовину пауки) — древняя раса инопланетян, существовавшая в Тёмные Века Вселенной, захватчики, истреблявшие всё на покорённых планетах. Их раса была сметена Новыми Империями, в том числе и Повелителями Времени, более 4,6 миллиардов лет назад. Почти все выжившие представители расы бежали на корабле туда, где позднее должна была образоваться Земля, и, сыграв роль планетезималя, стали её ядром. Таким образом, они законсервировались до лучших времён — все, за исключением Императрицы. Она должна была позднее прилететь на Землю на своём корабле, Паучьей Звезде, чтобы с помощью воссозданных в Торчвуде Хьюоновских частиц возродить своих «детей» и убить людей. Последние ракноссы были уничтожены, когда Доктор обрушил воды Темзы в шахту, ведущую к их кораблю; сама Императрица была убита на собственном корабле, разрушенном силами Британской армии по приказу мистера Саксона.
Императрица снова появляется в ретроспективном кадре в серии «Поверни налево». В параллельной вселенной, созданной Донной Ноубл, она тоже уничтожена, но Доктор, слишком сильно промедлив без помощи Донны, утонул и умер вместе с Императрицей: вода убила его настолько быстро, что он не успел регенерировать.

### Раксакорикофаллапаториане
Гуманоиды, состоящие из живого кальция, с Раксакорикофаллапаториуса.
Одной из известнейших семей раксакорикофаллапаториан являются Сливины (англ. Slitheen).

### Рахноиды
То же, что и ракноссы.

### Риллы
Зелёные существа, дышащие аммиачным воздухом. По их словам, они очень страшные, поэтому, не позволяют увидеть себя, но показали своё «лицо» в окно двери в комнату с их воздухом. Общаются с помощью телепатии (не имеют голосовых связок). Они были сбиты драхвинами с орбиты планеты. Вследствие чего риллы подбили драхвинов и все оказались на планете, которая вскоре должна взорваться. Предложили драхвинам полететь вместе с планеты. Те отказались и пытались захватить корабль. Более развитая и миролюбивая раса, чем драхвины. Благодаря Доктору спаслись.

### Риперы
Монстры, появившиеся в результате «раны во времени», которую сделала Роза Тайлер, спасая в прошлом своего отца от смерти. Они летают с помощью двух перепончатых кожистых крыльев, на голове расположены два красных глаза без зрачков, могут быть невидимы. Размах крыльев приблизительно 5 метров, высота существа — около 2 метров. На туловище расположена пасть, окружённая короткими конечностями, которыми монстр хватает и направляет ко рту жертв. Обладают длинным хвостом с наростом на конце в виде косы.

### Рыба флэй
Морское существо с планеты Торос Бета.

### Растон
Боевой робот из серии «Пять Докторов». Растон — наиболее совершенная машина для убийств из когда-либо созданных подобных машин. Его вооружение встроенное, его сенсоры засекают любое движение. Растон может телепортироваться на любое расстояние. Растон может выстреливать из «рук» стрелами и верёвками с высокой точностью попадания.

### Рыба лоцман

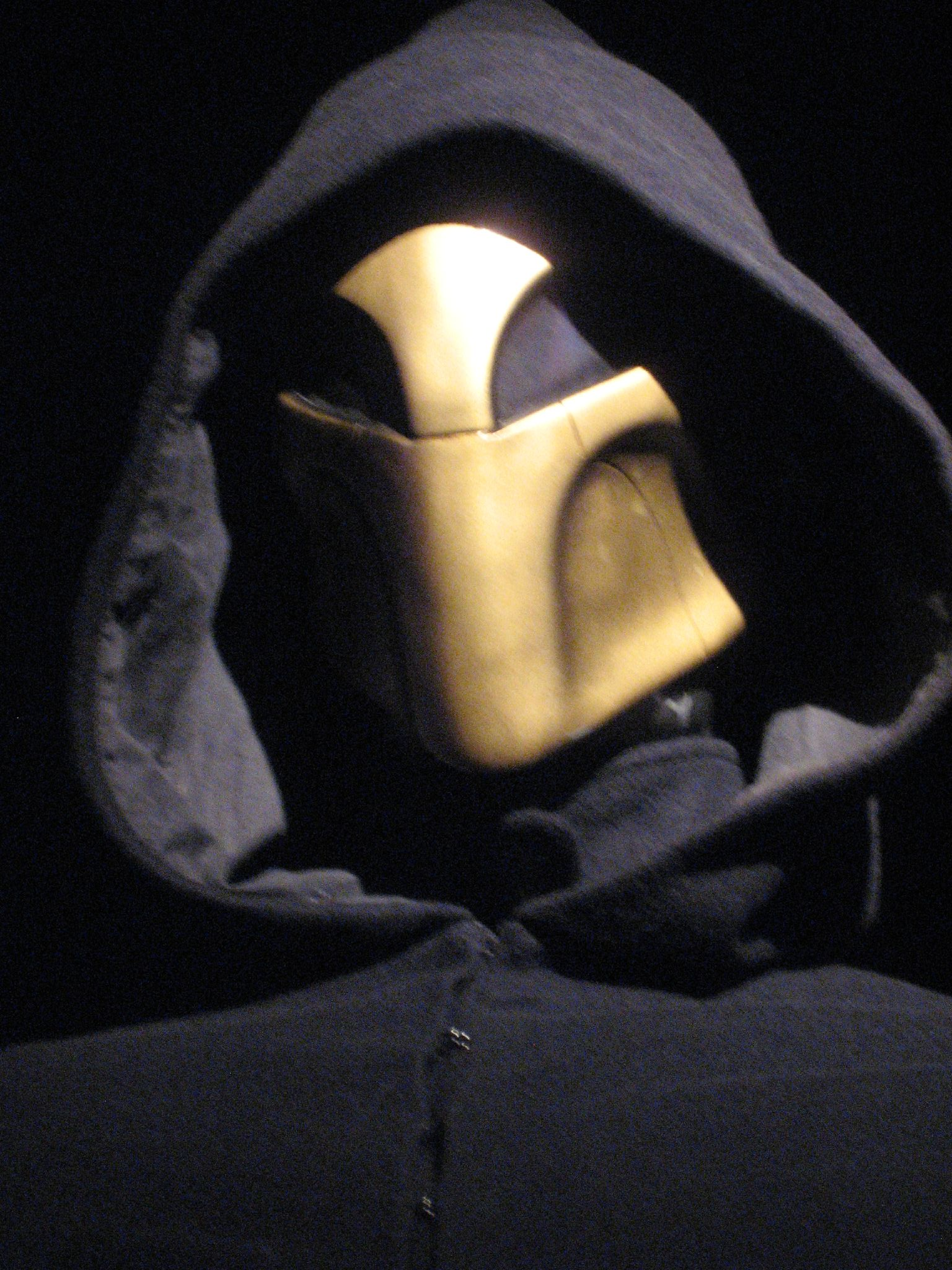
Робоформа (рыба лоцман).

Роботы, появившиеся в специальном выпуске второго сезона «Рождественское вторжение». Они были в маскировке Санта Клаусов. Доктор говорил, что они чувствуют энергию регенерации за миллионы миль и могут использовать её для зарядки батарейки, которую хватит на пару лет. Если появились рыбы лоцман, это значит, что что-то грядёт.

## С

### Сатурнианцы (сёстры воды, вампиры)
Тёмные, кожистые, водоплавающие существа, отчасти похожие на акул, показанные в серии «Вампиры Венеции». В серии они зовутся «вампирами», Доктор называет их императрицу «Сестрой воды».
Родная планета — Сатурнин, но из-за временных трещин и нападений Тишины вынуждены были бежать в Венецию в 1580 год. Чтобы скрыть свой истинный облик, использовали фильтры восприятия. Уязвимы для ультрафиолета (и, как следствие, для солнечного света), прекрасно плавают в воде. В человеческом облике имеют длинные выпирающие клыки, которые не скрыть даже фильтрами, так как инстинкт самосохранения сильнее всякой иллюзии, и не имеют отражения (как объяснял Доктор, фильтры не распространяются на отражения и, так как человек не видел истинного облика «вампиров», он не знает (то есть подсознание человека не знает), какой зрительный образ должен быть виден видеть в зеркале, поэтому видна пустота. То есть человеческие глаза видят отражение, но зрительный образ в сознании тем не менее не создаётся, отсюда и видимое отсутствие отражения в зеркале.)
Императрица, живущая в Венеции 1580 под именем Розанны Кальвиерри, оказалась последней выжившей женской особью, и для продолжения своей расы она набирала в свою престижную школу молодых девушек, после чего «вампиры» выпивали человеческую кровь и заменяли её своей. Сатурнианская кровь постепенно меняла людей, превращая их в «вампиров». В разговоре она упоминает, что 10 000 мужей ждут девушек под водой. Кальвиерри планировала затопить Венецию и даже начала процесс затопления, но Доктор вовремя остановил этот процесс. Все девушки-вампиры погибли при взрыве. Эми лучом света убила Франческо Кальвиерри — сына императрицы. Розанна вновь осталась единственной женской особью своей расы. Её фильтр восприятия сломался, навеки заперев сестру воды в человеческом облике. В конце серии Розанна спрыгнула в воды Венеции, где другие «вампиры» приняли её за пищу. Перед смертью Розанна обратилась к Доктору со словами, сможет ли его совесть вынести груз ещё одной погубленной им расы.

### Сенсориты
Телепаты, атаковали космический корабль в одноимённой серии. Они не убивали экипаж, кормили его, но не отпускали с орбиты Сенсо-сферы.

### Сикораксы

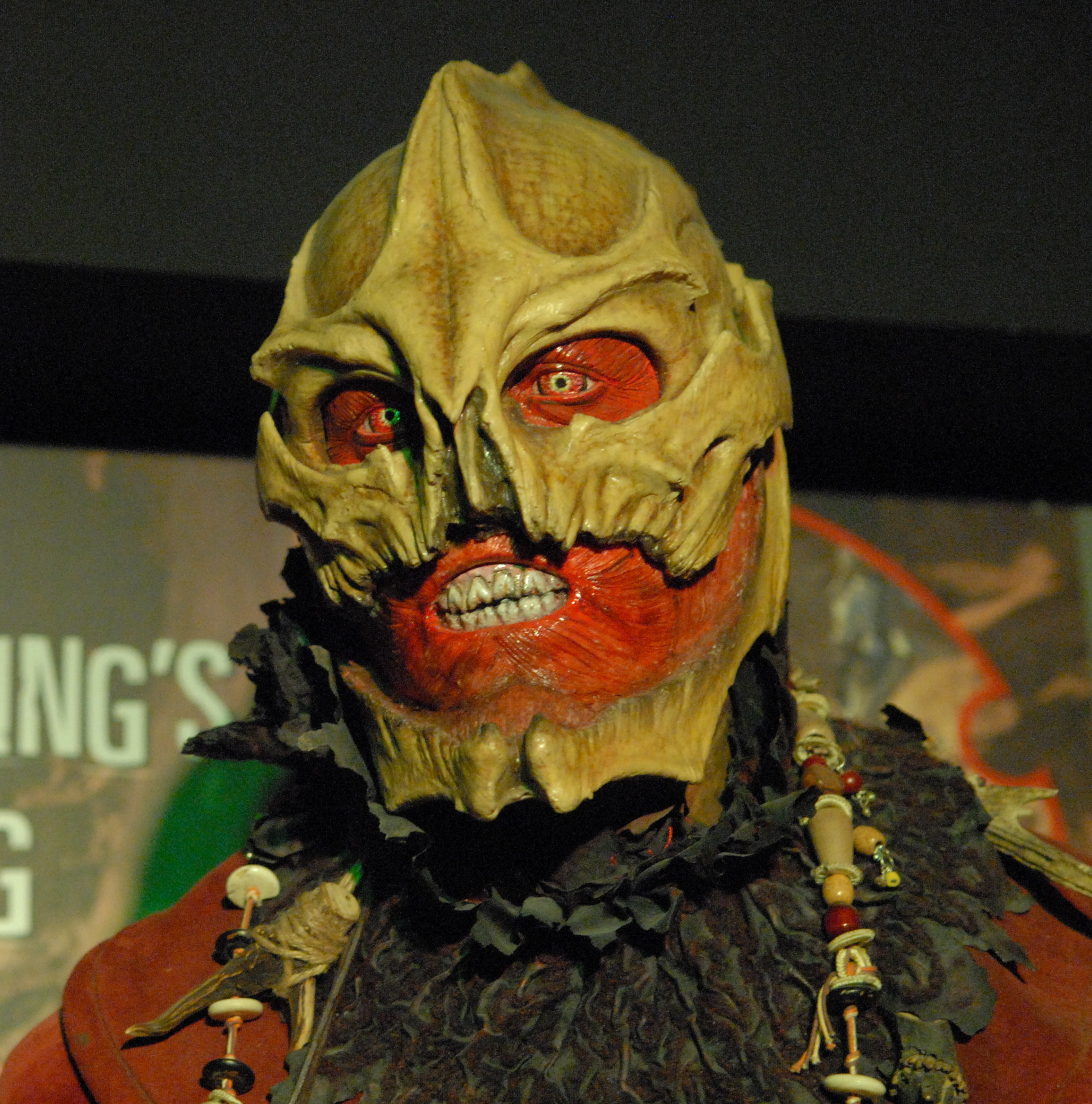
Сикоракс без маски.

Раса суеверных воинов. Сикораксы могут контролировать людей через образец крови. Появляются в серии «Рождественское вторжение».

### Силурианцы
Силурианцы (также известные как Eocenes, Homo reptilia и Psionosauropodomorpha) — вид земных рептилий. Технологически продвинутые, они жили в доисторические времена. В отличие от других видов, силурианцы показали огромные различия между породами, такие как число глаз или формирование зрачков. Силурианцы были чрезвычайно разнообразным видом, с широким спектром подвидов. Хотя многие силурианцы были подобны друг к другу, у них были тонкие различия, которые были отнесены к касте. Существовали также кланы или семьи с дифференцированным физическим характеристикам, некоторые подходили для сред экстремального холода или высокого плато. Они были гуманоидными рептилиями с чешуйчатыми гребнями на голове. Одна группа силурианцем была найдена на Винли Мур. У них были длинные пальцы и три перепончах пальца на каждой ноге. Их рты были маленькими и похожими на присоски. Наиболее заметной особенностью этих силуриан были три глаза. Их два основных глаза были ярко-жёлтыми с кошачьими зрачками. Третий глаз был красный и располагался высоко на лбу, в окружении рифлёного костяка. Они также имели прямоугольные внешние уши. Они были активными существами и быстро говорили. Ещё одна группа была найдена на Морской базе 4. Они выглядели аналогично силурианцам с Винли Мур, но имели коричневую кожу, присоски на кончиках их пальцев, более маленький рот, изогнутые шипы вокруг головы и третий глаз на вершине. Третий глаз светился вместе с их речью, но не был использован в атаках. Они также были медленными и говорили высоким голосом. Силурианцы являлись дальними родственниками морских дьяволов. Силурианцы были хладнокровными, поэтому могли выжить только при более высоких температурах. Они были вялыми и медленными при низких температурах. Силурианцы не могли плакать. Большинство силурианцев обладали третьим глазом на лбу. Их три глаза предоставили им тройную гранёную форму обзора. Верхний глаз видел в инфракрасном спектре. Третий глаз был способен причинить вред органическим существам, убивая их или оставить их без сознания. Кроме того, он мог пробудить человека, когда тот без сознания. Энергия, исходящих из него, позволяла прожигать стены и создавать туннели. Силуриане также использовали свои третьи глаза в менее разрушительных целях, таких как активация их технологий, открывание проходов или создание силовых ловушек, чтобы поймать заключённых.

### Сирена
Видели в серии ,,Проклятие чёрной метки". Призрак-медсестра. Если кто-то чем-то болен или ранен, то она появляется из предметов с отражением или из воды. При появлении поёт свою колыбель, так она завлекает жертву. После прикосновения она телепортирует коснувшегося на свой корабль, где лечит его.

### Сливины
Семья, принадлежащая к расе раксакорикофаллапаториан (см. Раксакорикофаллапаториане).

### Слитер
Монстр, служивший далекам, показан в четвёртом и пятом эпизодах серии «Вторжение далеков на Землю», охранявшим мины далеков в Бедфордшире. Потом Слитер напал на нескольких людей, Ян ударил его камнем, после этого он упал вниз и погиб.

### Смайлеры
Смайлеры — андроиды из серии «Зверь внизу» (2010). Они находятся в будках, установленных по всему Крейсеру «Великобритания». Их выражения лица дают людям понять, что хорошо, а что плохо. Население Крейсера содержит их в чистоте.
Головы смайлеров могут поворачиваться к человеку, тремя возможными выражениями лица: счастливое, взволнованное и сильно злое. И если их сильно разозлить, они могут покинуть свои будки и начать перемещаться по территории. Смайлеры служат также и охраной Крейсера.

### Снокрабы
Инопланетный крабо-подобный паразит, питающийся мозгом человека, предварительно вводя его в состояние телепатического сна, служащего в качестве анестезии. Однако если жертва сможет проснуться, снокраб моментально лишается питания и погибает. Показаны в серии «Последнее Рождество».

### Сонтаранцы
Клонированные низкорослые гуманоиды с планеты Сонтар. Основным смыслом жизни считают войну. На шее сзади имеют отверстия для питания — единственное уязвимое место сонтаранцев, после получения удара в которое они теряют сознание. Не имеют половой принадлежности, в следствии чего не могут отличать мужчин и женщин других рас. Считают что самая большая честь — это идти в битву со снятым шлемом. Впервые появились в «Докторе Кто» ещё в классических сериях. В современном сериале участвовали в сериях: «План сонтаранцев», «Отравленное небо», «Пандорика открывается», «Хороший человек идёт на войну», «Снеговики», «Имя Доктора». Также являются героями сериала «Приключения Сары Джейн».

### Спиридоне
Доминирующий вид разумных гуманоидов на планете Спиридон в Девятой системе, показан в серии «Планета далеков». Они становились видимыми только после смерти. Они были порабощены и использовались как подопытные и рабы далеками, которые пытались раскрыть тайну их невидимости. Некоторые спиридоне сопротивлялись. Доктор вернулся на Спиридон в спин-оффах «Возвращение далеков» и «Братство далеков».

### Средоточие гармонии
Впервые появляются в серии «Мужья Ривер Сонг». В этой серии они хотели купить у Ривер Сонг бриллиант, однако он был в голове у Гидрофлакса, а они подчинялись ему, поэтому сделка не удалась. Гораздо подробнее они описываются в серии «Возвращение Доктора Мистерио». В ней выясняется, что у них нет постоянных тел — сами по себе они выглядят как мозги с глазами. Их можно узнать по периодическому сиянию в глазах и диагональному шраму. Как показано в обоих сериях, они могут открывать свою голову вдоль шрама и хранить в ней что-либо (например, пистолет).

### Сутех
Происходит из могущественной богоподобной расы осирианцев. Уничтожил свою родную планету Фестер Осирис, после чего сбежал. Гор и другие осирианцы преследовали его и заточили в пирамиде на Земле. Осирианцы дали начало египетской мифологии. Персонажи Сутех и Гор являются вдохновителями древнеегипетских богов Сета (Сутеха) и Гора. В телевизионной истории «Пирамиды Марса» (1975) Сутех вырвался на свободу в 1911 году, но Четвёртый Доктор пленил его в пространственно-временном туннеле. В истории «Легенда о Руби Сандей» / «Империя смерти» (2024) бог смерти Сутех предстал как глава Пантеона раздора, объединения могущественных богоподобных существ (в их числе Игрушечник, Мара, Маэстро и Трикстер). Персонаж Сутех озвучен актёром Гэбриелом Вулфом, который также в сериале озвучил Зверя (история «Невозможная планета» / «Темница Сатаны», 2006).

## Т

### Теселекта

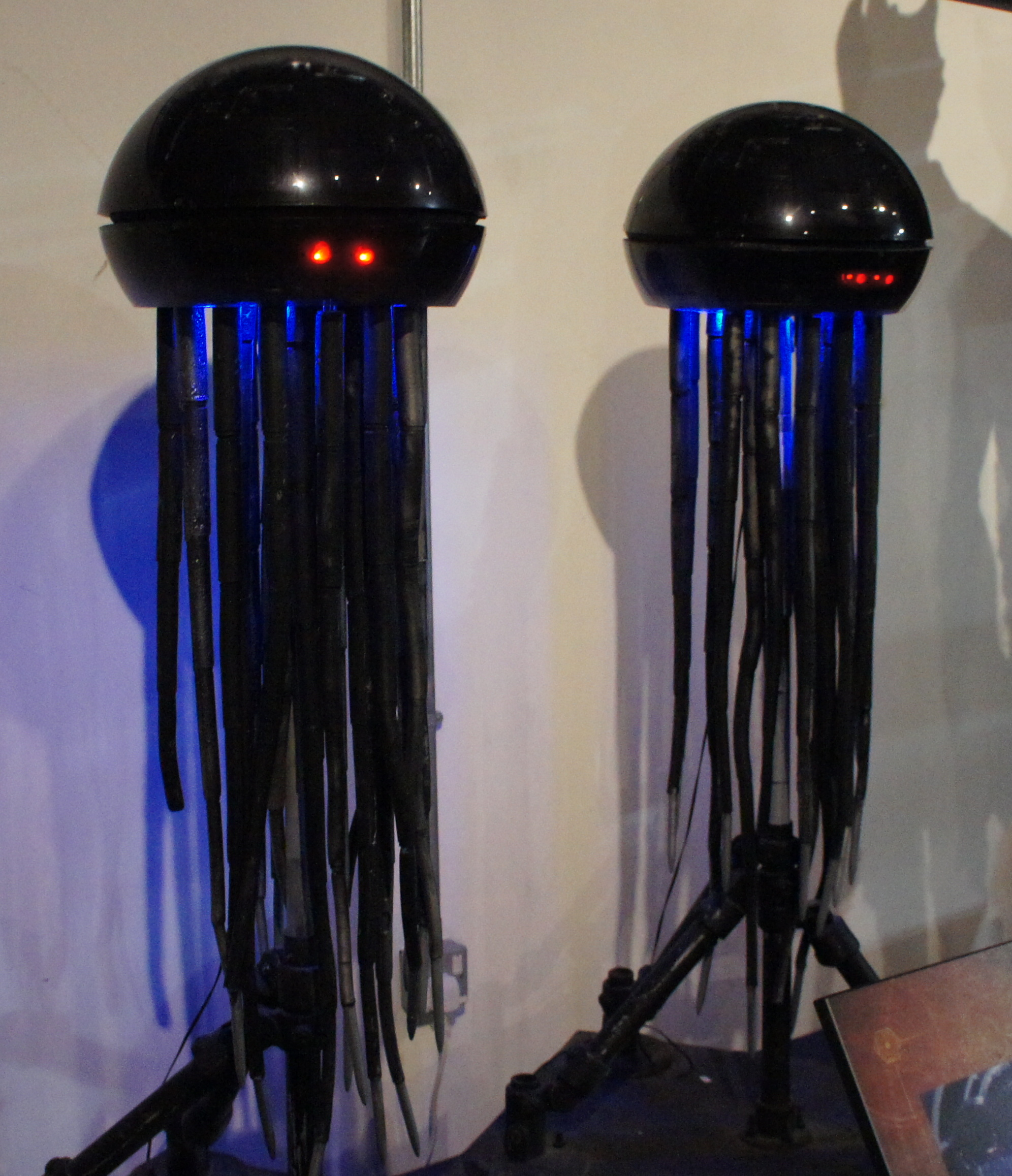
Антитела Теселекты.

Робот-корабль, используемый Патрульными времени, может принимать различные обличья, точно копируя форму других существ. Внутри Теселекты находятся патрульные времени, уменьшенные в сотни раз с помощью специального поля. Всё, что попадает внутрь Теселекты, также уменьшается.

Обитатели Теселекты не просто патрулируют время, они взяли на себя миссию справедливого возмездия, отыскивая самых злостных преступников в различных эпохах и наказывая их.
Впервые Теселекта появляется в серии шестого сезона «Давайте убьём Гитлера». В серии «Свадьба Ривер Сонг» Доктор попросил патрульных времени сделать Теселекту похожим на него, чтобы инсценировать свою смерть на озере Сайленсио в Юте и таким образом разрешить временной парадокс.

### Тишина

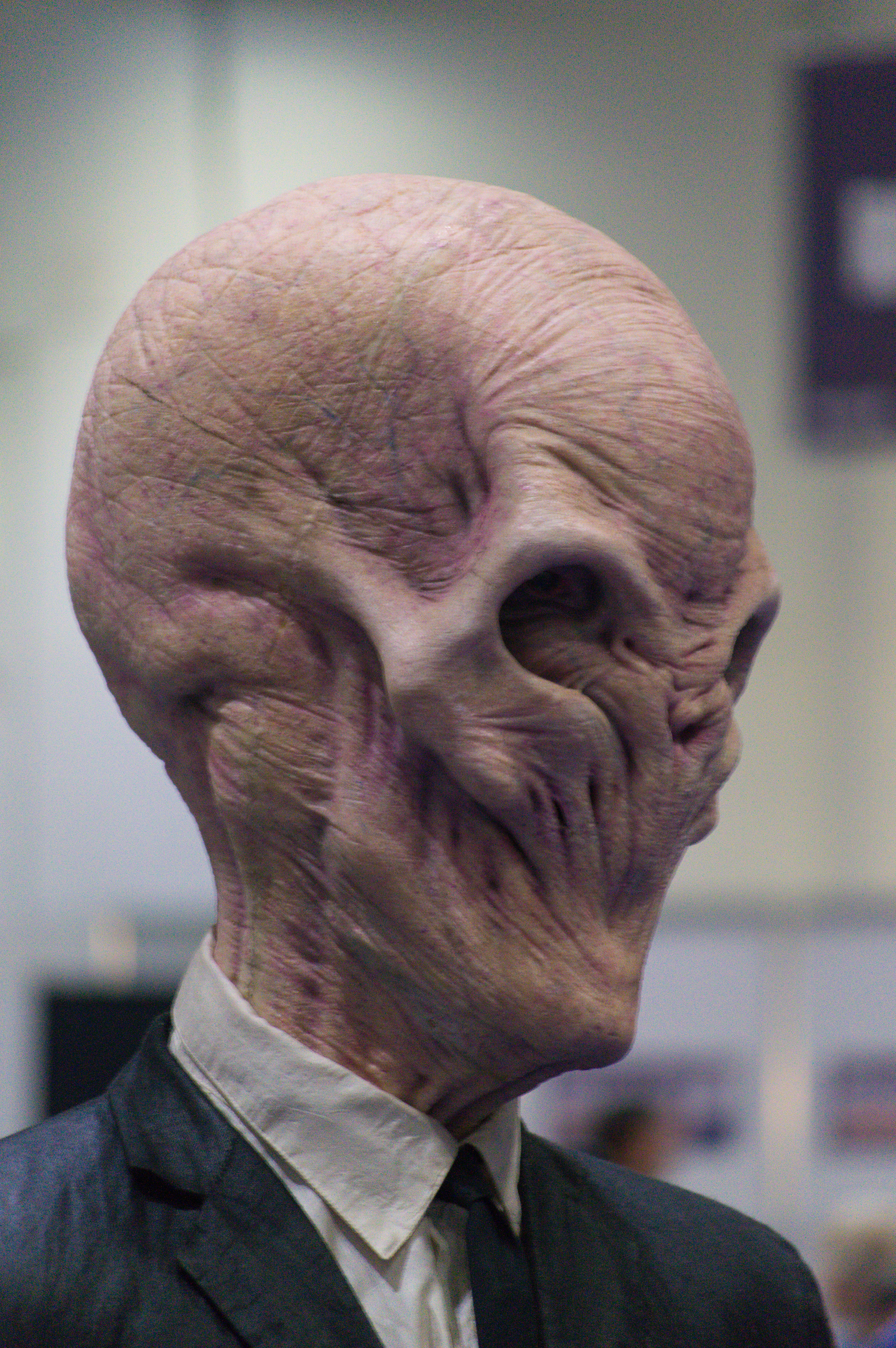
Исповедник Тишины.

Тишина (англ. The Silence) — религиозный орден. Их целью было не дать Доктору ответить на вечный вопрос, ответ на который вернул бы Галлифрей во Вселенную. Исповедники Тишины (англ. Silents) — таинственные гуманоиды, обитающие на многих планетах. Они управляют и манипулируют другими расами, могут выпускать смертельные электрические разряды из пальцев рук. Способны гипнотизировать и читать мысли, умеют впадать в спячку. Люди могут помнить их, только когда смотрят на них. Обладают огромной силой постгипнотического внушения. Внешний облик Тишины навеян картиной Эдварда Мунка «Крик» и людьми в чёрном.
Иносказательные упоминания о Тишине встречаются ещё в пятом сезоне, например в сериях «Одиннадцатый час» и «Вампиры Венеции» звучит фраза «Тишина падёт» (англ. Silence will fall). Тишина взорвала ТАРДИС в 5 сезоне в серии «Большой взрыв». Основные события с участием Тишины разворачиваются в шестом сезоне. Позднее выяснилось, что исповедники Тишины — это не раса, а специально генетически сконструированные исповедники Церкви Папского Мейнфрейма. Одна из ветвей Церкви, коварианцы, отправляются в прошлое и хотят уничтожить Доктора. В эпизоде «Время Доктора» Доктор и Тишина сражаются вместе в битве за планету Трензалор.

### Трикстер
Бесполое существо в капюшоне, без лица, с зубами, как у будущников, ищущих слабых и обречённых на смерть. Он предлагает им жить в их мечтах и желаниях, и они должны только сказать «Согласен». В результате, трикстер всё равно всё рушит и забирает жизнь. Стремится захватить Землю и использовать её для создания хаоса, потому что сам Трикстер и есть хаос. Показан в сериях с Сарой Джейн Смит.

### Тэнза
Упоминаются в серии шестого сезона «Ночные кошмары». Могут изменять внешность, ставить фильтр восприятия, создавать ложные воспоминания у окружающих. Телепаты. 

Доктор говорит, что тэнза во множестве вылупляются в космосе и эмпатически определяют, чего хотят приёмные родители. Единственный тэнза показан в облике человеческого ребёнка.

### Тэтрапы

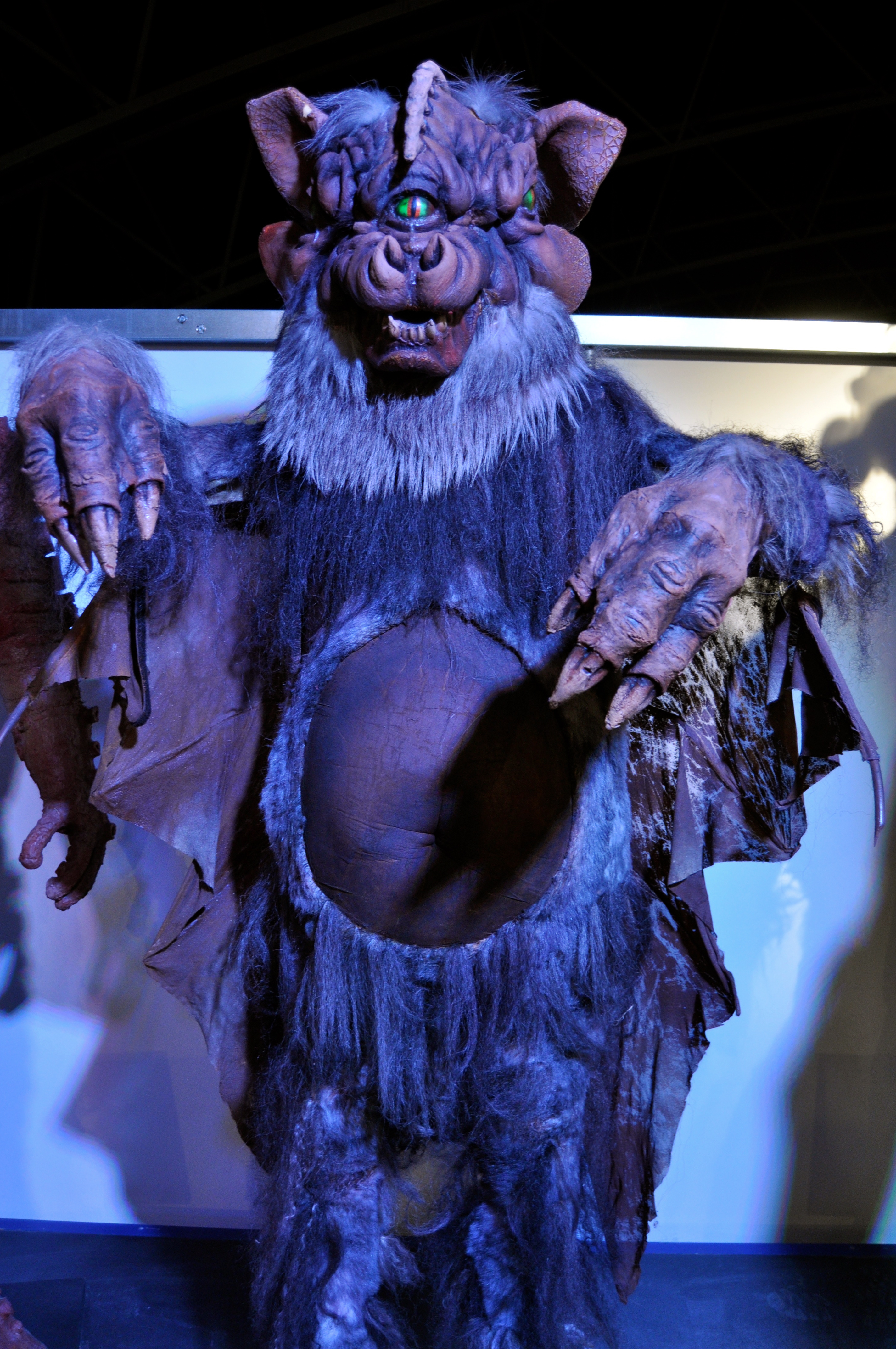
Тэтрап.

Раса, похожая на летучих мышей с планеты Тэтрапириарбус. Тэтрапы помогали Рани охранять огромный мозг в серии «Время и Рани». Рани вооружила нескольких тэтрапов для этой цели и использовала их для терроризирования жителей Лакертии.
Тэтрапы имеют четыре глаза по одному на всех сторонах головы. Как летучие мыши, они спят вниз головой в пещере.
Тэтрапы обладают ограниченным интеллектом, но вскоре осознали, что Рани хочет их всех убить на Лакертии. Это подтвердилось, когда их лидер — Урак — услышал о её планах. Урак и разъярённые тэтрапы взяли Рани в плен на её корабле и возвратились на их родную планету, чтобы заставить её помочь решить проблему нехватки природных ресурсов.

## У

### Уды
Раса с планеты Уд-сфера. Они рождаются с двумя мозгами — мозгом в голове и внешним задним мозгом. Также есть один огромный мозг, соединяющий всех удов телепатически. Чтобы сделать удов рабами, их задний мозг заменялся сферой переводчиком, которая оказалась применимой и в качестве оружия, на манер электрошока.

### Уиррн
Инсектоиды, впервые показанные в серии «Ковчег в космосе».
Родиной планетой Уиррн является Андромеда (однако неясно галактика ли это, созвездие или планета), но их выгнали в космос люди-колонисты. Они по размерам немного больше людей, тёмно-зелёные и похожие на ос по внешнему виду, и живущие главным образом в космосе, но их колонии для выращивания потомства находятся на земле. Их тела замкнутая система, их лёгкие могут повторно использовать углекислый газ. Они иногда приземляются на планеты ради пищи и кислорода. Уиррн откладывают яйца в живых существ; личинка поглощает хозяина, его воспоминания и знания. Личинка уиррн — зелёное похожее на слизня существо размером от нескольких сантиметров до 1 или 2 метров в ширину. Она может «заразить» другой организм посредством прикосновения с выделяемым им веществом, превращая их во взрослый уиррн присоединяя их сознание к коллективному разуму.
В серии «Ковчег в космосе» уиррн поселяются на космической станции «Нерва», вращающейся вокруг Земли, опустошённой солнечными вспышками. Выжившие были введены в состояние анабиоза, дожидавшись восстановления планеты, но проспали на несколько тысячелетий дольше. Уиррн намеревались использовать спящих как пищу. Ной — руководитель Нервы — был заражён и преобразован в уиррн. Однако, Ной сохранил «более чем остаток человеческого духа» и отвёл уиррн в грузовой корабль хотя он знал, что корабль взорвётся.
Уиррн также появились в романе «Эффект плацебо» из цикла Приключения Восьмого Доктора и в аудиопостановках «Уиррн: Память рода» и «Начало уиррн». Мёртвый уиррн показан в серии «Камни крови».

## Ф

### Фоамази
Разумная двуногая раса рептилий, напоминающая хамелеонов, показана в серии «Вольный улей». Название расы является анаграммой слова «мафиозо». Фоамази выиграли 20-минутную ядерную войну с арголинами. Они общаются посредством писка и щелчков. Хотя они стали миролюбивой расой после войны, группировка под названием Западный лодж часто пыталась спровоцировать враждебные отношения между двумя расами.
Со времён их победы родная планета арголинов Арголис официально принадлежала правительству фоамази. Два диверсанта из Западного лоджа пытались заставить арголинов продать им Свободный рой, чтобы они могли использовать его в качестве криминальной базы. Фоамази могут маскироваться с помощью кожных костюмов, которые меньше, чем их тела.
Фоамази-убийцы появляются в романе «Эффект плацебо» из цикла «Приключения Восьмого Доктора». В этом романе объясняется, почему Фоамази могут вместиться в маскировочные костюмы меньшие, чем их тела, потому что их кости полые и гибкие.

## Х

### Хаат

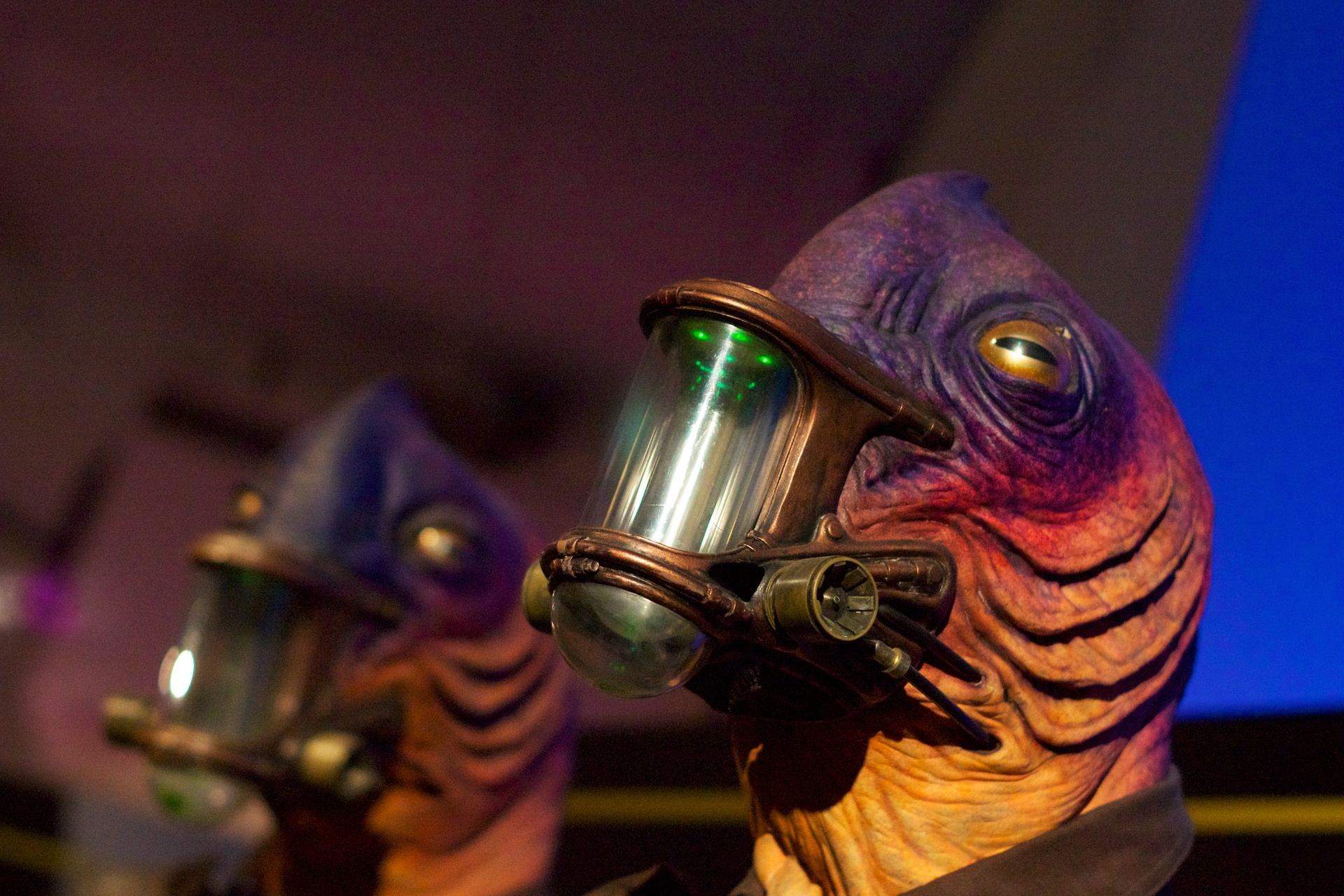
Хаат.

Гуманоиды с головой, похожей на рыбью, на лицевой части которой закреплена ёмкость с зелёной жидкостью. Это разумные, эмоциональные существа — один подружился с Мартой Джонс и спас ей жизнь. Люди и Хаат собирались колонизировать Мессалину. Но позже они начали воевать друг с другом.
Хаат были показаны во второй части серии «Конец времени» в инопланетном баре.

### Хоикс

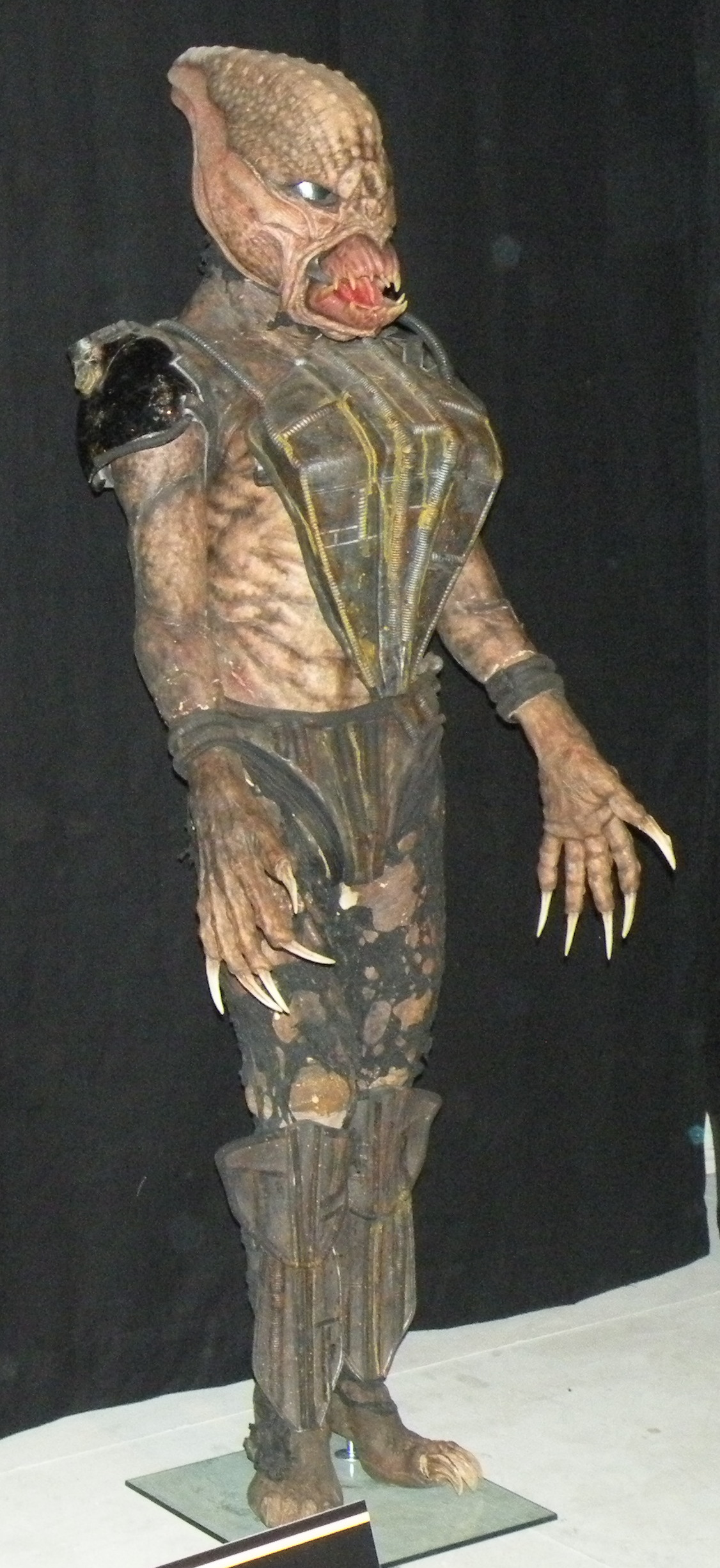
Хоикс.

Раса агрессивных пришельцев с внешним скелетом. Элтон Поуп встретил Доктора и Розу, пытающихся поймать одного в Вулидже, Лондон. Хоикс позже был показан в серии спин-оффа «Торчвуд» «Сквозные ранения», в которой он был охарактеризован как существо, которое «живёт ради еды и неважно какой».

## Ч

### Челонцы
Раса кибернетических гуманоидов, похожих на черепах. Впервые челонцы появились в романе «Высшая наука» с Седьмым Доктором из цикла «Virgin New Adventures». Они вернулись в романах «Зампер» и «Well-Mannered War».
Они двуполые и яйцекладущие. Челонцы полагают, что люди паразиты и много раз пытались истребить их.

### Чула
Упомянута в сериях «Пустой ребёнок» и «Доктор танцует» как инопланетная раса, использующая наногены для исцеления солдат на войне.

## Э

### Эмодзиботы
Роботы с человеческой колонии из серии «Улыбнись», напоминают роботов из серии «Девочка, которая ждала». Общаются с помощью эмодзи, знаки которого отображаются на экранах, расположенных у них вместо лиц.

### Экнодины
Гордая и древняя раса зелёного цвета, живущая много лет.
Показаны в серии «Выбор Эми».